# Bunuri mobile din domeniul etnografie clasate în patrimoniul cultural național al României aflate în județul Hunedoara
Acestă listă conține bunurile mobile din domeniul etnografie clasate în Patrimoniul cultural național al României aflate la momentul clasării în județul Hunedoara.

## Tezaur
| Foto | Informații generale                       | Detalii tehnice | Descriere | Deținător                                                                             | Legături |
| ---- | ----------------------------------------- | --- | --- | ------------------------------------------------------------------------------------- | -------- |
|      | Tindeu de rudă                            | Datare: 1/4 sec.XX Descoperit: jud. HUNEDOARA, ORĂȘTIE Material: cânepă( băteală la un capăt), bumbac( urzeală și băteală pe suprafața cu alesături), arnici; țesut în 2 ițe cu urzeală ascunsă, motive alese peste și printre fire, tivit manual, ciucuri răsuciți din fire de urzeală și înnodați                                           | Piesă de formă dreptunghiulară confecționată pe urzeală de bumbac, cu băteală de cânepă la un capăt, pe o treime din lungime. Este tivită la un capăt anual, iar la celălalt are franjuri răsuciți și înnodați din urzeală. Decorul este dispus pe trei sferturi din lungimea piesei, în 3 registre transversale diferențiate compozițional, despărțite prin grupaje de vărgi. Motive decorative geometrice: vărgi simple, vărgi cu "zimți", romburi în trepte , X-uri, triunghiuri. Cromatică: culoarea naturală a cânepii, fond roșu, motive cu: negru, alb, roșu, galben. Ciucuri albi. | Muzeul Civilizației Dacice și Romane, Deva                                            | Cimec    |
|      | Căpătâi                                   | Datare: 1/4 sec.XX Descoperit: jud. HUNEDOARA, com. BERIU Material: bumbac( urzeală și băteală), arnici; țesut în 2 ițe cu urzeală ascunsă, motive alese peste fire și printre fire(cu găurele) | Piesă de formă dreptunghiulară confecționată dintr-o bucată de țesătură neîncheiată pe laturile scurte; nu are atașat "burduful"/ fața de pernă propriu-zisă. Decorul este dispus pe toată suprafața, ordonat în registre longitudinale diferențiate compozițional și ca lățime - unul central, flancat de câte trei registre. Motive decorative geometrice: vărgi simple, pristolnice, "zăluțe mari"/S-uri culcate, triunghiuri. Cromatică: fond negru, motive cu: roșu, alb, galben, albastru. În cromatica piesei este redat tricolorul românesc (vărguțele care încadrează registrele cu alesături). | Muzeul Civilizației Dacice și Romane, Deva                                            | Cimec    |
|      | Tindeu de rudă                            | Datare: 1/4 sec.XX Descoperit: jud. HUNEDOARA, com. ROMOS Material: cânepă( băteală la un capăt), bumbac( urzeală și băteală pe suprafața cu alesături), arnici; țesut în 2 ițe cu urzeală ascunsă, motive alese peste și printre fire, tivit manual, ciucuri răsuciți din fire de urzeală, înnodați cu fire de arnici adăugate.              | Piesă de formă dreptunghiulară confecționată pe urzeală de bumbac, cu băteală de cânepă la un capăt, pe o treime din lungime. Este tivită la un capăt manual și are franjuri înnodați din urzeală, cu fire de arnici adăugate, la celălalt capăt. Decorul este dispus pe trei sferturi din lungimea piesei, în 3 registre transversale diferențiate ca lățime și compoziție, despărțite prin grupaje de vărgi. Motive decorative geometrice: vărgi simple, vărgi cu "mărgelușe", romburi în trepte, X-uri, " cununi"/hexagoane; motive vegetale: trifoi cu 4 foi. Cromatică: culoarea naturală a cânepii, fond roșu, motive cu: negru, alb, galben. Ciucuri policromi în culorile motivelor: roșu, alb, galben, negru. | Muzeul Civilizației Dacice și Romane, Deva                                            | Cimec    |
|      | Tindeu de rudă                            | Datare: 4/4 sec.XIX Descoperit: jud. HUNEDOARA, com. BERIU, SIBIȘEL Material: cânepă( băteală la un capăt), bumbac( urzeală și băteală pe suprafața cu alesături), arnici; țesut în 2 ițe cu urzeală ascunsă, motive alese peste fire și printre fire(cu găurele), tivit manual, ciucuri răsuciți din fire de urzeală, înnodați cu fire de a  | Piesă de formă dreptunghiulară confecționată pe urzeală de bumbac, cu băteală de cânepă la un capăt, pe o treime din lungime. Este tivită la un capăt manual, cu franjuri răsuciți și înnodați din urzeală, la celălalt capăt. Are compoziții identice cu nr. 126, 127, 128, 129, 130, alcătuind "ruda cu tindee" din interiorul casei tradiționale. Decorul este dispus pe trei sferturi din lungimea piesei, în 3 registre transversale diferențiate compozițional, despărțite prin grupaje de vărgi. Motive decorative geometrice: vărgi simple, vărgi cu "zimți",vărgi cu "mărgelușe", romburi cu creste , V-uri, X-uri."zăluțele mari"/S-uri culcate. Cromatică: culoarea naturală a cânepii, fond roșu, motive cu: negru, alb, roșu, galben, albastru. În cromatica este redat tricolorul românesc. Ciucuri policromi în culorile alesăturilor: roșii, negrii, albi. | Muzeul Civilizației Dacice și Romane, Deva                                            | Cimec    |
|      | Tindeu de rudă                            | Datare: 4/4 sec.XIX Descoperit: jud. HUNEDOARA, com. BERIU, SIBIȘEL Material: cânepă( băteală la un capăt), bumbac( urzeală și băteală pe suprafața cu alesături), arnici; țesut în 2 ițe cu urzeală ascunsă, motive alese peste fire și printre fire(cu găurele), tivit manual, ciucuri răsuciți din fire de urzeală, înnodați cu fire de a  | Piesă de formă dreptunghiulară confecționată pe urzeală de bumbac, cu băteală de cânepă la un capăt, pe o treime din lungime. Este tivită la un capăt manual, cu franjuri răsuciți și înnodați din urzeală, la celălalt capăt. Are compoziții identice cu nr. 125, 127 și 128, 129, 130. Decorul este dispus pe trei sferturi din lungimea piesei, în 3 registre transversale diferențiate compozițional, despărțite prin grupaje de vărgi. Motive decorative geometrice: vărgi simple, vărgi cu "zimți",vărgi cu "mărgelușe", romburi cu creste , V-uri, X-uri, "zăluțele mari"/S-uri culcate. Cromatică: culoarea naturală a cânepii, fond roșu, motive cu: negru, alb, roșu, galben, albastru. În cromatica este redat tricolorul românesc. Ciucuri policromi în culorile alesăturilor: roșii, negrii, albi. | Muzeul Civilizației Dacice și Romane, Deva                                            | Cimec    |
|      | Tindeu de rudă                            | Datare: 4/4 sec.XIX Descoperit: jud. HUNEDOARA, com. BERIU, SIBIȘEL Material: cânepă( băteală la un capăt), bumbac( urzeală și băteală pe suprafața cu alesături), arnici; țesut în 2 ițe cu urzeală ascunsă, motive alese peste fire și printre fire(cu găurele), tivit manual, ciucuri răsuciți din fire de urzeală, înnodați cu fire de a  | Piesă de formă dreptunghiulară confecționată pe urzeală de bumbac, cu băteală de cânepă la un capăt, pe o treime din lungime. Este tivită la un capăt manual, cu franjuri răsuciți și înnodați din urzeală, la celălalt capăt. Are compoziții identice cu nr. 125, 126 și 128, 129, 130. Decorul este dispus pe trei sferturi din lungimea piesei, în 3 registre transversale diferențiate compozițional, despărțite prin grupaje de vărgi. Motive decorative geometrice: vărgi simple, vărgi cu "zimți",vărgi cu "mărgelușe", romburi cu creste, V-uri, X-uri, "zăluțe mari"/S-uri culcate. Cromatică: culoarea naturală a cânepii, fond roșu, motive cu: negru, alb, roșu, galben, albastru. În cromatica este redat tricolorul românesc. Ciucuri policromi în culorile alesăturilor: roșii, negrii, albi. | Muzeul Civilizației Dacice și Romane, Deva                                            | Cimec    |
|      | Tindeu de rudă                            | Datare: 4/4 sec.XIX Descoperit: jud. HUNEDOARA, com. BERIU, SIBIȘEL Material: cânepă( băteală la un capăt), bumbac( urzeală și băteală pe suprafața cu alesături), arnici; țesut în 2 ițe cu urzeală ascunsă, motive alese peste fire și printre fire(cu găurele), tivit manual, ciucuri răsuciți din fire de urzeală, înnodați cu fire de a  | Piesă de formă dreptunghiulară confecționată pe urzeală de bumbac, cu băteală de cânepă la un capăt, pe o treime din lungime. Este tivită la un capăt manual, cu franjuri răsuciți și înnodați din urzeală, la celălalt capăt. Are compoziții identice cu nr. 125, 126 și 127, 129, 130. Decorul este dispus pe trei sferturi din lungimea piesei, în 3 registre transversale diferențiate compozițional, despărțite prin grupaje de vărgi. Motive decorative geometrice: vărgi simple, vărgi cu "zimți",vărgi cu "mărgelușe", romburi cu creste , V-uri, X-uri, "zăluțele mari"/S-uri culcate. Cromatică: culoarea naturală a cânepii, fond roșu, motive cu: negru, alb, roșu, galben, albastru. În cromatica este redat tricolorul românesc. Ciucuri policromi în culorile alesăturilor: roșii, negrii, albi. | Muzeul Civilizației Dacice și Romane, Deva                                            | Cimec    |
|      | Tindeu de rudă                            | Datare: 4/4 sec.XIX Descoperit: jud. HUNEDOARA, com. BERIU, SIBIȘEL Material: cânepă( băteală la un capăt), bumbac( urzeală și băteală pe suprafața cu alesături), arnici; țesut în 2 ițe cu urzeală ascunsă, motive alese peste fire și printre fire(cu găurele), tivit manual, ciucuri răsuciți din fire de urzeală și înnodați cu fire de  | Piesă de formă dreptunghiulară confecționată pe urzeală de bumbac, cu băteală de cânepă la un capăt, pe o treime din lungime. Este tivită la un capăt manual, cu franjuri răsuciți și înnodați din urzeală, la celălalt capăt. Are compoziții identice cu nr. 125, 126, 127, 128 și 130. Decorul este dispus pe trei sferturi din lungimea piesei, în 3 registre transversale diferențiate compozițional, despărțite prin grupaje de vărgi. Motive decorative geometrice: vărgi simple, vărgi cu "zimți", vărgi cu "mărgelușe", romburi cu creste , V-uri, X-uri, "zăluțele mari"/S-uri culcate. Cromatică: culoarea naturală a cânepii, fond roșu, motive cu: negru, alb, roșu, galben, albastru. În cromatica este redat tricolorul românesc. Ciucuri policromi în culorile alesăturilor: roșii, negrii, albi. | Muzeul Civilizației Dacice și Romane, Deva                                            | Cimec    |
|      | Căpătâi                                   | Datare: 1/4 sec.XX Descoperit: jud. HUNEDOARA, com. RAPOLTU MARE, BOIU Material: bumbac( urzeală și băteală), arnici; țesut în 2 ițe cu urzeală ascunsă, motive alese peste fire și printre fire(cu găurele), încheiată manual cu punct peste fire, aplicat 3 ciucuri.                                                                        | Piesă de formă dreptunghiulară confecționată dintr-o bucată de țesătură pliată la jumatate și încheiată pe laturile scurte prin cusătură peste muchie, aplicat 3 ciucuri din arnici la colțuri și pe mijloc. Căpătâiul nu are atașat "burduful"/ fața de pernă propriu-zisă. Decorul este dispus pe toată suprafața, ordonat în registre longitudinale diferențiate compozițional și ca lățime - unul central, flancat de câte două registre ce alternează cu grupaje de vărgi. Motive decorative geometrice: vărgi simple, vărgi cu "zimți", romburi cu coarnele berbecului, X-uri; motive vegetale: trifoi cu 4 foi. Cromatică: fond negru, motive cu: alb, roșu, galben, bej, portocaliu. Ciucuri roșii. | Muzeul Civilizației Dacice și Romane, Deva                                            | Cimec    |
|      | Căpătâi                                   | Datare: 1/4 sec.XX Descoperit: jud. HUNEDOARA, ORĂȘTIE Material: bumbac( urzeală și băteală), arnici, panglică de saten; țesut în 2 ițe cu urzeală ascunsă, motive alese peste fire și printre fire(cu găurele), încheiată manual cu cheiță croșetată și panglică de saten, tivită cu punct tighel.                                           | Piesă de formă dreptunghiulară confecționată dintr-o bucată de țesătură pliată la jumătate și încheiată pe laturile scurte cu cheiță împletită, croșetată și panglică de saten. Este tivită cu punct tighel. Căpătâiul nu are atașat "burduful"/ fața de pernă propriu-zisă. Decorul este dispus pe toată suprafața, ordonat în registre longitudinale diferențiate compozițional și ca lățime - unul central, flancat de câte patru registre ce alternează cu grupaje de vărgi. Motive decorative geometrice: vărgi simple, vărgi cu "zimți", vărgi cu "mărgelușe", zig-zag, romburi în trepte, romburi cu coarnele berbecului, romburi cu creste, triunghiuri. Cromatică: fond roșu, motive cu: alb, negru, galben, albastru, panglică neagră, cheițe portocalii. | Muzeul Civilizației Dacice și Romane, Deva                                            | Cimec    |
|      | Cămașă bărbătească                        | Datare: 1/4 sec.XX Descoperit: jud. HUNEDOARA, com. ROMOS, ROMOȘEL Material: pânză de bumbac(urzeală) cu cânepă(băteală de fuior), arnici, bumbac mercerizat; țesut în 2 ițe(pânza ),croit, încheiat manual cu punct tighel, feston, cheițe înnodate pe ac, brodat la fir, cu punct în cruce, contur, tighel, peste fire, colțișori lucrați   | Croi: cămașă dreaptă, lungă până la genunchi, confecționată dintr-o foaie - fața și spatele - în mijlocul căreia s-a tăiat gura cămășii, prelungită pe piept; se închide cu o copcă. Mânecile sunt largi, prinse din umăr, confecționate dintr-o foaie și un sfert fiecare. La subbraț sunt introduși câte 4 clini - unul mare și 3 mici dispuși unul spre față și doi spre spate - cu o pavă pătrată. La interior, spatele și pieptul cămășii sunt dublate cu pânză de cânepă. Foile de pânză sunt unite prin cusătură tighel, inclusiv tivul de la poale. La umeri și de-a lungul mânecilor foile de pânză sunt unite cu cheițe decorative lucrate cu acul. Decorul este dispus pe guler, în jurul deschiderii de la piept, pe umeri, pe mâneci, flancând cheițele de îmbinare a foilor și pe lângă tivul acestora. Motive decorative: geometrice: "zăluțe"/S-uri culcate, X-uri, "treiuri"/cifra 3, romburi și V-uri (cheițe), motive vegetal-florale: vrej cu frunze și boboci. Cromatica: pânză albă, broderie cu negru, albastru, violet, vișiniu, galben; cheițe albe. | Muzeul Civilizației Dacice și Romane, Deva                                            | Cimec    |
|      | Măsăriță                                  | Datare: 2/4 sec.XX Descoperit: jud. HUNEDOARA Material: bumbac( urzeală și băteală), arnici, dantelă manuală; țesut în 4 ițe, motive alese din năvădit, croșetat dantelă, încheiat manual cu dantelă, tivit manual. | Piesă de formă dreptunghiulară confecționată din două bucăți de țesătură unite pe laturile lungi cu o fâșie de dantelă croșetată; este finisată de jur împrejur prin aplicare de dantelă cu colți. Decorul este dispus pe toată suprafața țesăturii, în grupaje transversale de vărgi, diferențiate ca lățime - pe câmpul central mai înguste și o vargă lată la capete; pe marginea laturilor lungi sunt alese câte trei vărgi longitudinale. Motive decorative geometrice: vărgi cu structură tip fagure (romburi multiplu conturate), specifică alesăturii năvădite. Pe dantela din mijloc: romburi înlănțuite, iar pe dantela bordaj, vrej cu garoafe. Cromatică: fond alb, vărgi cu: roșu, negru, galben, albastru. Dantelă albă. Din cromatica vărgilor longitudinale se compune tricolorul românesc. Dantelă albă. | Muzeul Civilizației Dacice și Romane, Deva                                            | Cimec    |
|      | Măsăriță                                  | Datare: 1/4 sec.XX Descoperit: jud. HUNEDOARA, com. ROMOS Material: bumbac( urzeală și băteală), arnici, dantelă manuală; țesut în 2 ițe cu urzeală ascunsă, motive alese printre fire, croșetat dantelă, încheiat manual cu dantelă, tivit manual și aplicat colțișori croșetați.                                                            | Piesă de formă dreptunghiulară confecționată din două bucăți de țesătură unite pe laturile lungi cu o fâșie de dantelă croșetată și este finisată de jur împrejur prin tivire și aplicare de dantelă cu colți. Decorul este dispus pe toată suprafața țesăturii, în registre transversale de alesături ce alternează cu grupaje de vărgi. Motive decorative geometrice: vărgi simple, vărgi cu "zimți", "steluțe"/romburi cu raze, romburi cu cruci. Pe dantela din mijloc: vrej cu frunze spiralate. Cromatică: fond alb, motive cu: roșu, negru, galben, albastru, dantelă albă și colțișori tiviți cu negru. | Muzeul Civilizației Dacice și Romane, Deva                                            | Cimec    |
|      | Șurț                                      | Datare: 1/4 sec.XX Descoperit: jud. HUNEDOARA Material: bumbac, arnici, lânică industrială, pasmanterie/șiret de lână; țesut în 2 ițe cu "urzeală ascunsă", motive alese printre fire și peste fire, tivit cu șiret din lână, croșetat dantelă, înnodat decorativ ciucuri aplicați cu croșeta, împletit baier                                 | Piesă de formă dreptunghiulară confecționată din două bucăți de țesătură inegale ca lungime, suprapuse în talie și finisate pe laturile lungi prin tivire și aplicare de dantelă croșetată. Pe una dintre laturile înguste ale fiecărei bucăți de țesătură sunt aplicați ciucuri lungi, înnodați. Se fixează pe talie cu ajutorul a 2 baiere. Decorul este dispus pe toată suprafața piesei în registre transversale de alesături - 2 late și 4 înguste - ce alternează cu grupaje de vărgi simple. În treimea superioară și la poale se află "podul catrinței" alcătuit din câte un registru lat de motive; trupul catrinței, sub bucata care se suprapune, este învărgat; ciucurii au rol decorativ. Motive decorative geometrice: vărgi simple, vărgi cu "zimți", vărgi cu "mărgelușe", romburi cu creste, X-uri, "zăluțe"/S-uri culcate. Cromatică: fond alb, motive cu roșu, vișiniu, galben, portocaliu, albastru, mov, verde, negru. Dantela și ciucurii sunt grupați cromatic: albi, galbeni, roșii, albaștrii. În cromatica compoziției decorative apare tricolorul românesc (vărgile cu zimți). | Muzeul Civilizației Dacice și Romane, Deva                                            | Cimec    |
|      | Tindeu de rudă                            | Datare: 1/4 sec.XX Descoperit: jud. HUNEDOARA, com. BALȘA, BALȘA Material: cânepă( băteală la un capăt), bumbac( urzeală și băteală pe suprafața cu alesături), arnici; țesut în 2 ițe cu urzeală ascunsă, motive alese peste fire și printre fire(cu găurele), tivit manual, ciucuri răsuciți din fire de urzeală și înnodați.               | Piesă de formă dreptunghiulară confecționată pe urzeală de bumbac, cu băteală de cânepă la un capăt, pe o treime din lungime. Este tivită la un capăt manual, cu franjuri răsuciți și înnodați din urzeală. Decorul este dispus pe trei sferturi din lungimea piesei, în 3 registre transversale diferențiate compozițional și ca lățime, despărțite prin grupaje de vărgi. Motive decorative geometrice: vărgi simple, vărgi cu "zimți", romburi în trepte, cu cruci la mijloc, romburi cu coarnele berbecului, triunghiuri, "zăluțele mari"/S-uri culcate. Cromatică: culoarea naturală a cânepii, fond roșu, motive cu: negru, alb, roz, roșu, galben, albastru. Ciucuri albi. | Muzeul Civilizației Dacice și Romane, Deva                                            | Cimec    |
|      | Cămașă bărbătească                        | Datare: 1/4 sec.XX Descoperit: jud. HUNEDOARA Material: pânză de bumbac, arnici, bumbac mercerizat; țesut în 2 ițe(pânza),croit, încheiat manual cu punct tighel și cheițe decorative lucrate pe ac, brodat la fir, cu punct în cruce, contur, peste fire                                                                                     | Croi: cămașă dreaptă, lungă până la genunchi, confecționată dintr-o foaie - fața și spatele - în mijlocul căreia s-a tăiat gura cămășii, deschisă pe piept. Mânecile sunt largi, prinse din umăr, confecționate dintr-o foaie și un sfert fiecare. La subbraț sunt introduși câte 3 clini - unul mare și doi mici - cu o pavă pătrată. La interior, spatele și pieptul cămășii sunt dublate cu pânză de bumbac. Foile de pânză sunt unite prin cusătură tighel/"dupăcită", inclusiv tivul de la poale, iar la umeri și de-a lungul mânecilor, cu cheițe decorative lucrate cu acul. Decorul este dispus pe guler, în jurul deschiderii de la piept, pe umeri, pe mâneci, flancând cheițele de îmbinare a foilor, pe lângă marginea inferioară a acestora, la spate, sub guler. Motive decorative:geometrice: romburi, "grebluțe", romburi cu creste dublu conturate, triunghiuri, zig-zag, motive simbolice cruci de Malta (sub guler în față și la spate), motive vegetale: vrej cu frunze. Cromatica: pânză albă, broderie cu negru, galben, portocaliu, albastru, vișiniu, ciclamen; cheițe galbene. În cromatica broderiei - manșete - se realizează tricolorul românesc. | Muzeul Civilizației Dacice și Romane, Deva                                            | Cimec    |
|      | Ștergar de culme                          | Datare: 1/4 sec.XX Descoperit: jud. HUNEDOARA Material: bumbac(urzeală), cânepă, arnici; țesut în 2 ițe cu "urzeală ascunsă", motive alese peste și printre fire, tivit la un capăt și cu ciucuri atașați la celălalt capăt. | Piesă de formă dreptunghiulară confecționată pe urzeală de bumbac, cu băteală de cânepă la un capăt, pe o treime din lungime. Este tivită la un capăt, iar la celălalt sunt aplicați ciucuri de arnici pe franjurii înnodați din urzeală. Este similară compozițional cu ștergarul de culme nr. 211. Decorul este dispus pe trei sferturi din lungimea piesei, în registre transversale diferențiate compozițional. Motive decorative geometrice: vărgi simple, vărgi cu "mărgelușe", romburi cu trepte, octogoane, X-uri, pătrate. Cromatică: culoarea naturală a cânepii, motive cu roșu, negru, alb, galben; ciucuri în culorile alesăturilor: alb, roșu, negru, galben. | Muzeul Civilizației Dacice și Romane, Deva                                            | Cimec    |
|      | Batistă bărbătească de curea              | Datare: 1/4 sec.XX Descoperit: jud. HUNEDOARA Material: bumbac, arnici; țesut în 2 ițe cu "urzeală ascunsă", motive alese peste și printre fire, tivit cu punct tighel. | Piesă de formă dreptunghiulară confecționată dintr-o bucată de țesătură finisată la capetele înguste prin tivire manuală. Decorul este dispus pe toată suprafața în registre transversale diferențiate compozițional. Motive decorative geometrice: vărgi simple, vărgi cu "zimți" și cu "mărgelușe", grupaje de câte 3 liniuțe, romburi cu creste, motive astrale: cruci. Cromatică: fond alb, motive cu roșu, alb, albastru, galben, negru. | Muzeul Civilizației Dacice și Romane, Deva                                            | Cimec    |
|      | Catrință cu ciucuri                       | Datare: 4/4 sec.XIX Descoperit: jud. HUNEDOARA, ORAȘTIE Material: bumbac, arnici; țesut în 2 ițe cu "urzeală ascunsă", motive alese printre fire și cu găurele/karamani, tivit cu punct tighel, înnodat ciucuri și aplicat cu croșeta | Piesă de formă dreptunghiulară confecționată dintr-o bucată de țesătură finisată pe laturile înguste prin tivire cu punct tighel. Pe poale și la o treime din talie sunt aplicați cu croșeta franjuri din fire de arnici. Se fixează pe talie cu ajutorul a 2 baiere. Decorul este dispus pe toată suprafața în registre transversale, diferențiate compozițional: vărgi simple și cu alesături. În treimea superioară și la poale sunt plasate simetric, câte un grup de trei registre - unul lat, flancat de 2 mai înguste; franjurii au rol decorativ. Motive decorative geometrice: vărgi simple, vărgi cu "zimți", vărgi cu "scărițe" oblice, romburi, X-uri, romburi cu coarnele berbecului, V-uri culcate. Cromatică: fond alb, motive cu roșu, galben, albastru, alb, negru. Franjuri albi, galbeni și roșii grupați cromatic. În cromatica compoziției decorative apare tricolorul românesc: roșu, galben, albastru. | Muzeul Civilizației Dacice și Romane, Deva                                            | Cimec    |
|      | Catrință cu ciucuri                       | Datare: 4/4 sec.XIX Descoperit: jud. HUNEDOARA Material: bumbac, arnici; țesut în 2 ițe cu "urzeală ascunsă", motive alese printre fire și cu găurele/karamani, tivit, împletit decorativ ciucuri și aplicat. | Piesă de formă dreptunghiulară confecționată dintr-o bucată de țesătură finisată pe laturile înguste prin tivire. Pe latura îngustă de jos, poale, sunt aplicați cu croșeta franjuri împletiți din fire de arnici. Se fixează pe talie cu ajutorul a 2 baiere. Decorul este dispus pe toată suprafața în registre transversale, diferențiate compozițional: 3 vărgi late sunt despărțite de grupaje de vărgi înguste cu alesături; franjurii au rol decorativ. Motive decorative geometrice: vărgi simple, vărgi cu "mărgelușe", vărgi cu "zimți" și triunghiuri, romburi cu creste multiplu conturate, X-uri, S-uri culcate. Cromatică: motive cu roșu, galben, albastru, alb, negru. Franjuri grupați cromatic: roșu, galben și albastru. În cromatica compoziției decorative apare tricolorul românesc: roșu, galben, albastru. | Muzeul Civilizației Dacice și Romane, Deva                                            | Cimec    |
|      | Catrință cu ciucuri                       | Datare: 4/4 sec.XIX Descoperit: jud. HUNEDOARA Material: lână, lânică industrială, fir metalic, franjuri din lână, dantelă manuală din lână; țesut în 4 ițe, motive alese printre și peste fire, festonat manual, aplicat "ciptă" și franjuri cu croșeta                                                                                      | Piesă de formă dreptunghiulară confecționată dintr-o bucată de țesătură finisată pe 3 laturi prin festonare. Pe poale și pe aproximativ 1/4 din lungimea extremităților laterale ale catrinței sunt aplicați cu croșeta franjuri din lână; în continuare, pe laturile lungi, este aplicată "ciptă"/colțișori croșetați. Se fixează pe talie cu ajutorul a 2 baiere împletite. Decorul este dispus pe toată suprafața în grupaje alternânde de vărgi transversale, diferențiate cromatic și compozițional; la partea inferioară un registru mai lat, flancat de 2 registre mai înguste, formează "podul catrinței"; franjurii au rol decorativ. Motive decorative geometrice: vărgi simple, vărgi cu "mărgelușe", romburi cu creste multiplu conturate, S-uri culcate. Cromatică: fond roșu, motive cu albastru, roșu, alb, verde, galben, violet, mov, fir auriu. Franjuri și dantelă policrome, în culorile motivelor decorative: roșu, galben, verde închis, negru, albastru. | Muzeul Civilizației Dacice și Romane, Deva                                            | Cimec    |
|      | Catrință                                  | Datare: 1/4 sec. XX Descoperit: jud. HUNEDOARA, com. BERIU, SIBIȘEL Material: bumbac(urzit), lânică industrială(băteală),fir metalic,bumbac mercerizat, panglică de saten, dantelă manuală de lână, ciucuri țesuți; țesut în 2 ițe, cu"urzeală ascunsă", motive alese printre fire, brodat peste fire, tivit cu panglică, croșetat și aplicat | Piesă de formă dreptunghiulară confecționată dintr-o bucată de țesătură finisată pe 3 laturi prin aplicare de panglică de saten și colți din dantelă manuală; la partea de jos sunt aplicați cu croșeta franjuri din lână. Se fixează pe talie cu ajutorul a 2 baiere. Decorul este dispus pe toată suprafața în grupaje alternânde de vărgi transversale, diferențiate compozițional; iar la partea de jos un registru mai lat formează "podul catrinței"; dantela și franjurii, grupați cromatic, au rol decorativ. Motive decorative geometrice: grupaje de vărgi simple, vărgi cu "mărgelușe", motive vegetal-florale stilizate: lalele cu frunze, rămurele cu frunzulițe; motive astrale: stele. Cromatică: fond negru, motive cu roșu, alb, albastru deschis, galben portocaliu, cafeniu, roz, mov, vernil; ciucuri și dantelă policrome, în culorile motivelor decorative, în succesiuni cromatice. | Muzeul Civilizației Dacice și Romane, Deva                                            | Cimec    |
|      | Ștergar de culme                          | Datare: 1/4 sec.XX Descoperit: jud. HUNEDOARA, com. ORĂȘTIOARA DE SUS Material: bumbac(urzeală), cânepă, arnici; țesut în 2 ițe cu "urzeală ascunsă", motive alese printre fire și cu găurele/karamani, tivit la un capăt și cu ciucuri atașați la celălalt capăt.                                                                            | Piesă de formă dreptunghiulară confecționată pe urzeală de bumbac, cu băteală de cânepă la un capăt, pe o treime din lungime. Este tivită la un capăt, iar la celălalt sunt aplicați ciucuri de arnici pe franjurii înnodați din urzeală. Decorul este dispus pe trei sferturi din lungimea piesei, în registre transversale diferențiate compozițional. Motive decorative geometrice: vărgi simple, vărgi cu "triunghiuri", vărgi cu "zimți", romburi cu coarnele berbecului, "pristolnice". Cromatică: culoarea naturală a cânepii, motive cu roșu, negru, alb, galben, albastru; ciucuri în culorile alesăturilor: alb, roșu, negru, galben. | Muzeul Civilizației Dacice și Romane, Deva                                            | Cimec    |
|      | Ștergar de culme                          | Datare: 1/4 sec.XX Descoperit: jud. HUNEDOARA, com. ORĂȘTIOARA DE SUS Material: bumbac(urzeală), cânepă, arnici; țesut în 2 ițe cu "urzeală ascunsă", motive alese printre fire și peste fire, tivit la un capăt și cu ciucuri atașați la celălalt capăt.                                                                                     | Piesă de formă dreptunghiulară confecționată pe urzeală de bumbac, cu băteală de cânepă la un capăt, pe o treime din lungime. Este tivită la un capăt, iar la celălalt sunt aplicați ciucuri de arnici pe franjurii înnodați din urzeală. Decorul este dispus pe trei sferturi din lungimea piesei, în registre transversale diferențiate ca lățime și compozițional. Motive decorative geometrice: vărgi simple, vărgi cu "mărgelușe"/linii întrerupte, romburi cu coarnele berbecului, X-uri motive astrale: steluțe. Cromatică: culoarea naturală a cânepii, motive cu roșu, negru, alb, galben, albastru; ciucuri în culorile alesăturilor: alb, roșu, negru, galben. | Muzeul Civilizației Dacice și Romane, Deva                                            | Cimec    |
|      | Ștergar de culme                          | Datare: 1/4 sec.XX Descoperit: jud. HUNEDOARA, com. ORĂȘTIOARA DE SUS Material: bumbac(urzeală), cânepă, arnici; țesut în 2 ițe cu "urzeală ascunsă", motive alese printre fire și cu găurele/karamani, tivit la un capăt și cu ciucuri atașați la celălalt capăt.                                                                            | Piesă de formă dreptunghiulară confecționată pe urzeală de bumbac, cu băteală de cânepă la un capăt, pe o treime din lungime. Este tivită la un capăt, iar la celălalt sunt aplicați ciucuri de arnici pe franjurii înnodați din urzeală. Decorul este dispus pe trei sferturi din lungimea piesei, în registre transversale diferențiate ca lățime și compozițional. Motive decorative geometrice: vărgi simple, vărgi cu "zimți", vărgi cu triunghiuri, romburi cu coarnele berbecului, pristolnice, romburi cu X-uri la centru. Cromatică: culoarea naturală a cânepii, motive cu roșu, negru, alb, galben, albastru; ciucuri în culorile alesăturilor: alb, roșu, negru, galben. | Muzeul Civilizației Dacice și Romane, Deva                                            | Cimec    |
|      | Ștergar de culme                          | Datare: 1/4 sec.XX Descoperit: jud. HUNEDOARA, com. ROMOS Material: bumbac(urzeală), cânepă, arnici; țesut în 2 ițe cu "urzeală ascunsă", motive alese printre și peste fire, tivit la un capăt și cu ciucuri atașați la celălalt capăt. | Piesă de formă dreptunghiulară confecționată pe urzeală de bumbac, cu băteală de cânepă la un capăt, pe o treime din lungime. Este tivită la un capăt, iar la celălalt sunt aplicați ciucuri de arnici pe franjurii înnodați din urzeală. Decorul este dispus pe trei sferturi din lungimea piesei, în registre transversale diferențiate ca lățime și compozițional. Motive decorative geometrice: vărgi simple, vărgi cu "mărgelușe", romburi în trepte cu cruci la centru, pătrate. Cromatică: culoarea naturală a cânepii, motive cu roșu, negru, alb, galben; ciucuri în culorile alesăturilor: alb, roșu, negru, galben. | Muzeul Civilizației Dacice și Romane, Deva                                            | Cimec    |
|      | Ștergar de culme                          | Datare: 1/4 sec.XX Descoperit: jud. HUNEDOARA, com. ROMOS Material: bumbac(urzeală), cânepă, arnici; țesut în 2 ițe cu "urzeală ascunsă", motive alese printre fire și peste fire, tivit la un capăt și cu ciucuri atașați la celălalt capăt.                                                                                                 | Piesă de formă dreptunghiulară confecționată pe urzeală de bumbac, cu băteală de cânepă la un capăt, pe o treime din lungime. Este tivită la un capăt, iar la celălalt sunt aplicați ciucuri de arnici pe franjurii înnodați din urzeală. Este similară compozițional cu ștergarul de culme nr. 26. Decorul este dispus pe trei sferturi din lungimea piesei, în registre transversale diferențiate compozițional. Motive decorative geometrice: vărgi simple, vărgi cu "mărgelușe", romburi cu trepte despărțite de X-uri, octogoane, pătrate. Cromatică: culoarea naturală a cânepii, motive cu roșu, negru, alb, galben; ciucuri în culorile alesăturilor: alb, roșu, negru, galben, albastru. | Muzeul Civilizației Dacice și Romane, Deva                                            | Cimec    |
|      | Șorț femeiesc                             | Datare: 1/4 sec XX Descoperit: jud. HUNEDOARA, com. TURDAȘ, PRICAZ Material: "păr" de lână, lânică industrială, bumbac, fir metalic; țesut în 4 ițe, motive alese printre fire, încheiat cu cheițe împletite cu acul, tivit, festonat, aplicat cu croșeta ciucuri înnodați                                                                    | Piesă de formă dreptunghiulară confecționată din 3 bucăți de țesătură unite cu cheițe împletite cu acul. Pe trei laturi, șorțul este finisat prin festonare, tivitură cu punct lănțișor și aplicarea unei bentițe coșetate. Pe poale și pe jumătate din lungimea marginilor laterale, sunt aplicați ciucuri înnodați, fixați de bentița croșetată. Se fixează pe talie cu ajutorul a 2 baiere împletite. Decorul este format din 3 tipuri de elemente: un registru de motive alese, la poalele șorțului, cheițe decorative și bentița croșetată cu ciucuri grupați cromatic. Motive decorative geometrice: grupaje vărguțe, vărgi cu "mărgelușe"/linii întrerupte, linii oblice, zig-zag, romburi cu creste. Cromatică: fond verde cu negru (țesătură în degrade), motive cu: roșu, verde, portocaliu, albastru, mov, vișiniu, alb, violet, negru, ciclamen, fir auriu; ciucuri în culorile alesăturilor, grupați cromatic pentru a forma tricolorul românesc. | Muzeul Civilizației Dacice și Romane, Deva                                            | Cimec    |
|      | Măsăriță                                  | Datare: 1/4 XX Descoperit: jud. HUNEDOARA Material: bumbac(urzeală și băteală), arnici, saten de bumbac, dantelă manuală; țesut în 2 ițe cu "urzeală ascunsă", motive alese printre fire și cu găurele/karamani, încheiat cu dantelă croșetată, tivit cu saten, croșetat și aplicat "ciptă"/colți de dantelă                                  | Piesă de formă dreptunghiulară confecționată din 2 bucăți de țesătură (urzit și bătut bumbac) unite printr-o fâșie lată de dantelă croșetată. De jur-împrejur piesa este tivită prin aplicarea unei benzi de saten și a "ciptei"/colți de dantelă croșetați. Decorul este dispus pe întreaga suprafață în registre transversale diferențiate ca lățime și compozițional; dantela are rol decorativ. Motive decorative geometrice: grupaje de vărgi simple, vărgi cu "zimți", vărgi cu "mărgelușe", romburi în trepte cu cruci la centru, romburi cu coarnele berbecului, "pristolnice", triunghiuri, romburi cu laturile prelungite în X; motive cosmice: stele/pe dantelă. Cromatică: motive cu roșu, negru, alb, galben, albastru; dantelă și colți din dantelă colorate pe segmente cromatice, saten negru. În cromatica compoziției decorative apare tricolorul românesc: roșu, galben, albastru. | Muzeul Civilizației Dacice și Romane, Deva                                            | Cimec    |
|      | Catrință                                  | Datare: 1/4 sec.XX Descoperit: jud. HUNEDOARA, ORAȘTIE Material: bumbac(urzit), lână(băteală), bumbac mercerizat, fir metalic, dantelă manuală din bumbac; țesut în 4 ițe, motive alese printre fire în tehnica karamani/cu găurele, tivit, festonat, croșetat și aplicat "ciptă"/dantelă.                                                    | Piesă de formă dreptunghiulară confecționată dintr-o bucată de țesătură finisată pe 3 laturi prin tivire și festonare, iar apoi este aplicată dantelă manuală. Se fixează pe talie cu ajutorul a 2 baiere. Decorul este dispus pe toată suprafața în grupaje alternânde de vărgi transversale, diferențiate compozițional; dantela are rol decorativ. Motive decorative geometrice: vărgi simple, vărgi cu X-uri, cu romburi cu creste; dantelă cu "roate". Cromatică: fond negru, motive cu albastru turcoise, galben, portocaliu, cafeniu, mov, fir auriu, dantelă neagră. | Muzeul Civilizației Dacice și Romane, Deva                                            | Cimec    |
|      | Opreg din spate                           | Datare: 1/4 sec XX Descoperit: jud. HUNEDOARA, com. BALȘA Material: păr de lână, lânică industrială, bumbac, ciptă/dantelă manuală din păr de lână; țesut în 2 ițe(urzeală de bumbac și băteală de canură/lână), cu "urzeală ascunsă", motive alese peste fire și printre fire, festonat, croșetat și aplicat colțișori de dantel             | Piesă de formă dreptunghiulară confecționată dntr-o bucată de țesătură finisată pe trei laturi prin festonare și aplicare de "ciptă"/colțișori croșetati. La partea de jos/poale este atașată "cipca de opreg" - o fâșie îngustă de țesătură cu motive alese în tehnica karamani/cu tăieturi. Se fixează pe talie cu ajutorul a 2 baiere împletite. Decorul este dispus pe toată suprafața sub formă de registre transversale cu alesături care alternează cu grupaje de vărguțe. La partea de jos a catrinței, "cipta de opreg", formează "podul catrinței". Motive decorative geometrice: grupaje vărguțe/linii, vărgi cu mărgelușe/linii întrerupte, V-uri, romburi în trepte. Cromatică: fond negru, motive policrome cu: roșu, verde, albastru deschis, albastru, alb, mov, violet, negru, colțișori negrii. În talie vărgi tricolore cu: roșu, galben și albastru. | Muzeul Civilizației Dacice și Romane, Deva                                            | Cimec    |
|      | Catrință cu ciucuri                       | Datare: 1/4 sec.XX Descoperit: jud. HUNEDOARA, ORASTIE Material: lână, lânică industrială, bumbac, franjuri din lână; țesut în 4 ițe, motive alese printre fire, festonat manual, aplicat ciucuri cu croșeta | Piesă de formă dreptunghiulară confecționată dintr-o bucată de țesătură finisată pe 3 laturi prin festonare. Pe poale și 1/4 din lungimea extremităților laterale ale catrinței sunt aplicați franjuri din lână. Se fixează pe talie cu ajutorul a 2 baiere. Decorul este dispus pe toată suprafața în grupaje alternânde de vărgi transversale, diferențiate compozițional: simple și cu alesături, iar la partea inferioară un registru mai lat are rolul de "pod al catrinței"; franjurii au rol decorativ. Motive decorative geometrice: vărgi simple, vărgi cu "mărgelușe", vărgi cu linii oblice, "pristolnice mici"/romburi cu raze, V-uri culcate. Cromatică: fond negru, motive cu albastru, roșu, alb, verde, galben, mov, violet. Franjuri policromi, în culorile motivelor decorative, grupați cromatic. | Muzeul Civilizației Dacice și Romane, Deva                                            | Cimec    |
|      | Ștergar de culme                          | Datare: 1/4 sec.XX Descoperit: jud. HUNEDOARA, com. RAPOLTU MARE, BOBÂLNA Material: bumbac(urzeală), cânepă, arnici; țesut în 2 ițe cu "urzeală ascunsă", motive alese peste și printre fire, tivit la un capăt și franjuri din urzeală la celălalt capăt.                                                                                    | Piesă de formă dreptunghiulară confecționată pe urzeală de bumbac, cu băteală de cânepă la un capăt, pe o treime din lungime. Este tivită la un capăt și are franjuri înnodați din urzeală, la celălalt capăt. Decorul este dispus pe trei sferturi din lungimea piesei, în registre transversale diferențiate compozițional. Motive decorative geometrice: vărgi simple, vărgi cu "zimți", vărgi cu "mărgelușe", romburi cu trepte, romburi cu coarnele berbecului, X-uri. Cromatică: culoarea naturală a cânepii, motive cu roșu, negru, alb, albastru, galben. În cromatica unor vărgi este inclus tricolorul românesc: roșu, galben, albastru. | Muzeul Civilizației Dacice și Romane, Deva                                            | Cimec    |
|      | Ștergar de culme                          | Datare: 1/4 sec.XX Descoperit: jud. HUNEDOARA, com. RAPOLTU MARE, BOBÂLNA Material: bumbac(urzeală), cânepă, arnici; țesut în 2 ițe cu "urzeală ascunsă", motive alese peste și printre fire, tivit la un capăt și cu franjuri din urzeală la celălalt capăt.                                                                                 | Piesă de formă dreptunghiulară confecționată pe urzeală de bumbac, cu băteală de cânepă la un capăt, pe o treime din lungime. Este tivită la un capăt și are franjuri înnodați din urzeală, la celălalt capăt. Decorul este dispus pe trei sferturi din lungimea piesei, în registre transversale diferențiate compozițional: 3 registre cu alesături, alternează cu grupaje de vărgi. Motive decorative geometrice: vărgi simple, vărgi cu "zimți", vărgi cu "mărgelușe", romburi cu trepte și cruci la centru, romburi cu coarnele berbecului, X-uri. Cromatică: culoarea naturală a cânepii, motive cu roșu, negru, alb, albastru, galben. În cromatica unor vărgi este inclus tricolorul românesc: roșu, galben, albastru. | Muzeul Civilizației Dacice și Romane, Deva                                            | Cimec    |
|      | Măsăriță                                  | Datare: 1/4 sec.XX Descoperit: jud. HUNEDOARA, com. GEOAGIU, BOZEȘ Material: bumbac(urzeală și băteală), arnici, dantelă manuală; țesut în 2 ițe, cu "urzeală ascunsă", motive alese printre fire, încheiat cu dantelă croșetată, tivit cu punct tighel, croșetat și aplicat "ciptă"/colți de dantelă                                         | Piesă de formă dreptunghiulară confecționată din 2 bucăți de țesătură (urzit și bătut bumbac) unite printr-o fâșie lată de dantelă croșetată. De jur-împrejur piesa este tivită și are aplicată "ciptă"/colți de dantelă croșetați. Decorul este dispus pe întreaga suprafață în registre transversale diferențiate ca lățime și compozițional; dantela are rol decorativ. Motive decorative geometrice: grupaje de vărgi simple, vărgi cu "zimți", șiruri de romburi și S-uri culcate; motive cosmice: stele înscrise în octogoane; motive vegetale: vrej cu frunze și flori, frunze de stejar, pe dantelă: romburi și cruci. Cromatică: motive cu roșu, negru, alb, galben; dantelă albă, colțișori albi, tiviți cu roșu. | Muzeul Civilizației Dacice și Romane, Deva                                            | Cimec    |
|      | Catrință de spate                         | Datare: 1/4 sec. XX Descoperit: jud. HUNEDOARA, ORAȘTIE Material: bumbac(urzit), lână(băteală), lânică industrială, bumbac, fir metalic, dantelă manuală din lână; țesut în 4 ițe, motive alese peste fire și în tehnica karamani/cu găurele, tivit, festonat, croșetat și aplicat "ciptă"/dantelă.                                           | Piesă de formă dreptunghiulară confecționată dintr-o bucată de țesătură finisată pe 3 laturi prin festonare și aplicare de "ciptă cu colți"/dantelă manuală. Se fixează pe talie cu ajutorul a 2 baiere. Decorul este dispus pe toată suprafața în grupaje alternânde de vărgi transversale, diferențiate compozițional: simple și cu alesături; dantela are rol decorativ. Motive decorative geometrice: vărgi simple, vărgi cu "mărgelușe", cu romburi cu cruci, flancate de V-uri culcate; motive vegetale: frunze diferențiate cromatic. Cromatică: fond negru, motive cu verde deschis, albastru, galben, ciclamen, vișiniu, violet, alb, fir auriu, colți de dantelă în alternanță cromatică: vernil cu negru. | Muzeul Civilizației Dacice și Romane, Deva                                            | Cimec    |
|      | Batistă bărbătească de curea              | Datare: 4/4 sec.XIX Descoperit: jud. HUNEDOARA, com. ROMOS Material: lână, lânică industrială, fir metalic, paiete, panglică de mătase, "ciptă"/dantelă manuală din lână și fir metalic; țesut în 2 ițe cu "urzeală ascunsă", motive alese printre fire și cu găurele/karamani, tivit cu panglică, aplicat paiete și dantelă                  | Piesă de formă pătrată confecționată dintr-o bucată de țesătură finisată de jur-împrejur prin bordare cu panglică de mătase, de care s-a prins cu croșeta "cipta cu rotițe"/dantelă. Decorul este dispus compact pe toată suprafața în registre diferențiate compozițional: dantela completează decorativ compoziția. Pe una din laturi, lângă bordaj, pe un registru este brodat numele destinatarului; literele sunt despărțite de paiete. Motive decorative geometrice: romburi cu creste multiplu conturate, X-uri, coarnele berbecului; dantelă cu "rotițe" și "stele". Cromatică: motive cu roșu, galben, verde, alb, negru, ciclamen, fir auriu, paiete argintii, panglică roz, dantelă policromă, în culorile motivelor decorative. | Muzeul Civilizației Dacice și Romane, Deva                                            | Cimec    |
|      | Batistă bărbătească de curea              | Datare: 4/4 sec.XIX Descoperit: jud. HUNEDOARA, com. ROMOS Material: lână, lânică industrială, fir metalic, panglică de mătase,mărgele de hurmuz, "ciptă"/dantelă manuală din lână; țesut în 2 ițe cu "urzeală ascunsă", motive alese printre fire și cu găurele/karamani, tivit cu panglică, aplicat dantelă cu mărgele de hurmuz            | Piesă de formă pătrată confecționată dintr-o bucată de țesătură finisată de jur-împrejur prin bordare cu panglică de mătase, de care s-a prins cu croșeta "cipta cu rotițe"/dantelă, pe 2 laturi, cele care rămân vizibile, peste curea. Decorul este dispus compact pe toată suprafața în registre diferențiate compozițional: dantela completează decorativ compoziția. Motive decorative geometrice: romburi cu creste multiplu conturate și cu coarnele berbecului, X-uri, S-uri culcate, zig-zag; dantelă cu "floare". Cromatică: motive cu roșu, portocaliu, verde, alb, albastru, negru, ciclamen, vișiniu, fir auriu, hurmuz argintiu, panglică mov, dantelă policromă, în culorile motivelor decorative. | Muzeul Civilizației Dacice și Romane, Deva                                            | Cimec    |
|      | Cămașă Autor: anonim                      | Datare: 2/4 sec. XX Material: bumbac, arnici, mătase vegetală,nasturi de porțelan; țesut în 2 ițe pânza, croit, brodat "ațește"/punct buclat, "șinorește", peste fire, pe muchia crețurilor, încheiat cu cheite și cusătură în urma acului, croșetat dantelă                                                                                  | Croi: tip carpatic, confecționată din mai multe bucăți de pânză de bumbac unite între ele cu cheițe decorative, pentru a forma mânecile( o foaie și 1/2), fața(2 foi) și spatele cămășii(o foaie).Toate bucățile sunt încrețite în jurul gâtului și fixate sub un guler lat. Poale sunt prinse din talie fiind confectionate din 2 lățimi de pânză cu câte un clin dreptunghiular pe lateral/șolduri. Mânecile se termină cu "fodori"/ volan format prin încrețirea materialului și aplicarea peste crețuri a unei bentițe/"guler la mânecă"; marginile volanului sunt finisate cu colți de dantelă croșetată. La subbraț "lărgitoarea" se obține prin intercalarea unei jumătăți de foaie care pornește din talie, trece pe la subbraț și se întinde dreaptă pe sub mânecă până la tivul acesteia; spre spate are o mică pavă triunghiulară. Gura cămășii se află pe mijlocul feții, închisă cu cheițe și un nasture la guler. Decorul este plasat pe mâneci:"tablă" de motive pe întreaga lungime, pe"altiță"/șir de motive spre față care ascund cusătura de îmbinare a foilor, pe "gulerul mânecii"și marginea volanului, pe "foile din piept", flancând gura cămăși, câte un șir de motive tip "tablă", delimitate în casete. Poalele au câte 4 registre/șiruri verticale de motive pe clinii laterali și un registru orizontal, pe lângă tiv. Pe marginea tivului este aplicată dantelă croșetată. Motive decorative: geometrice: "Cociile"/șiruri compacte de romburi umplute cu "pizari"/S-uri, triunghiuri, meandru, romburi cu coarne(mâneci și piept), vegetale: trifoi cu 4 foi(brățara de la mâneci), florale(dantela de la poale) Cromatică: pânză albă, motive cu roșu, negru, albastru, alb, violet, verde, roz, bleu, dantelă roșie. la fodori și albă pe poale. | Muzeul civilizației dacice și romane, Secția de Etnografie și Artă Populară, Orăștie  | Cimec    |
|      | Măsăriță Autor: anonim                    | Datare: 1/4 sec. XX Material: bumbac, arnici; țesut în 2 ițe cu urzeală ascunsă(tip rips), tivit manual, croșetat dantelă și incrustat între foile de țesătură | Piesă de formă Decorul este dispus pe întreaga supafață sub formă de grupaje de vărgi, diferențiate cromatic și ca lățime; dantela prezintă motive conturate cromatic. Motive decorative geometrice: grupaje de vărgi simple, vărgi cu "zimți", S-uri, S-uri interxectate, X-uri(dantelă). Cromatică: fond alb, alesături cu: roșu, galben, albastru - compune tricolorul românesc - negru, alb. | Muzeul civilizației dacice și romane, Secția de Etnografie și Artă Populară, Orăștie  | Cimec    |
|      | Măsăriță Autor: anonim                    | Datare: 1/4 sec. XX Material: bumbac, arnici; țesut în 2 ițe cu urzeală ascunsă(tip rips), ales printre fire și cu găurele/karamani, tivit manual, finisat cu dantelă croșetată, incrustat dantelă manuală între foile de țesătură | Piesă de formă dreptunghiulară confecționată din 2 foi de țesătură unite cu dantelă croșetată; de jur împrejur, pe 4 laturi este tivită și aplicată dantelă cu colțișori Decorul este dispus pe întreaga supafață sub formă de registre transversale diferențiate compozițional și cromatic: grupaje de vărgi și registre cu alesături converg spre un registru central; dantela prezintă motive și este ritmată cromatic. Motive decorative geometrice: grupaje de vărgi simple, vărgi cu romburi, cu "zimți", cu V-uri și X-uri, romburi cu trepte multiplu conturate, motive astrale: stele(dantelă). Cromatică: roșu, galben, albastru - se compune tricolorul românesc pe dantelă - negru, alb. | Muzeul civilizației dacice și romane, Secția de Etnografie și Artă Populară, Orăștie  | Cimec    |
|      | Laibăr Autor: anonim                      | Datare: 1/4 sec.XX Descoperit: jud. HUNEDOARA Material: lână, "șinor"/găitan din lână, panglică de ripsată; țesut în 4 ițe pănura, croit, încheiat manual, împletit și aplicat "șinor"/găitan, bordat cu panglică ripsată | Croi: vestă deschisă în față, fără mâneci, confecționată din pănură de lână: piepții din 2 foi, iar spatele dintr-o foaie.La gât este răscroită și prevăzută cu un guler drept, îngust Decorul: realizat prin aplicare de găitan colorat pe marginea piepților, gulerului, umeri și poale. Motive decorative: găitan în zig-zag și cu "cârcei" Cromatică: pănură albă, găitan verde, roșu albastru și cafeniu, panglică roz. | Muzeul civilizației dacice și romane, Secția de Etnografie și Artă Populară, Orăștie  | Cimec    |
|      | Cămașă Autor: anonim                      | Datare: 2/4 sec. XX Material: bumbac, cânepă, arnici, muline, nasturi de porțelan; țesut în 2 ițe pânza, croit, brodat "ațește"/punct buclat, "șinorește", peste fire, încheiat manual cu cheite și cusătură în urma acului, croșetat dantelă                                                                                                 | Croi: tip carpatic, confecționată din pânză de bumbac(ciupagul) și de cânepă(poalele). Bucățile sunt unite între ele cu cheițe decorative, pentru a forma mânecile( o foaie și 1/4), fața(2 foi) și spatele cămășii(o foaie).Toate bucățile sunt încrețite în jurul gâtului și fixate sub un guler lat. Poale sunt prinse din talie fiind confectionate din 2 lățimi de pânză cu câte doi clini triunghiulari pe lateral/șolduri. Mânecile se termină cu "fodori"/ volan format prin încrețirea materialului și aplicarea peste crețuri a unei bentițe/"guler la mânecă"; marginile volanului sunt finisate cu colți de dantelă croșetată. La subbraț "lărgitoarea" se obține prin intercalarea unei jumătăți de foaie care pornește din talie, trece pe la subbraț și se întinde dreaptă pe sub mânecă până la tivul acesteia. Gura cămășii se află pe mijlocul feții, închisă cu cheițe, 2 baiere și un nasture la guler. Decorul este plasat pe mâneci:"tablă" de motive pe întreaga lungime, pe "altiță"/șir de motive spre față, care ascund cusătura de îmbinare a foilor, pe "gulerul mânecii" și marginea volanului, pe "foile din piept", flancând gura cămăși, câte un șir de motive tip "tablă", delimitate în casete. Poalele au câte 5 registre verticale de motive pe clinii laterali și între clini. Pe lângă tiv un registru îngust și dantelă croșetată. Motive decorative: geometrice: șir compact de romburi ținute umplute cu romburi cu creste, "S-uri" ,"X-uri", "V-uri", triunghiuri, zig-zag( mâneci și piept), simbolice : cruci(poale), vegetale(dantela de la poale) Cromatică: pânză albă, motive cu roșu, negru, albastru, alb, violet, verde, ciclamen, bleu, violet, dantelă roșie la fodori și albă pe poale.                                     | Muzeul civilizației dacice și romane, Secția de Etnografie și Artă Populară, Orăștie  | Cimec    |
|      | Glugă Autor: anonim                       | Datare: 1/4 sec.XIX Descoperit: jud. HUNEDOARA Material: lână, tesut în 4 ițe, ales printre fire și peste fire, împletit ciucuri | Croi: piesă confecționată dintr-o bucată dreptunghiulară de țesătură, încheiată manual la unul din capete,pe latura îngustă; la partea de jos sunt lăsați franjuri din urzeală, împletiți în patru, cu fire colorate de lână. In treimea superioară sunt cusute 2 găici pentru trecut o baieră de legat. Decorul este plasat la partea inferioară sub forma unui registru lat de vărgi simple și vărgi cu alesături, iar pe laturile lungi, spre față și pe poale, un grupaj de vergi negre. Ciucurii policromi au funcție decorativă. Motive decorative geometrice: vărgi simple, vărgi cu zig-zag, triunghiuri ritmate cromatic. Cromatică: fond alb, vărgi cu negru, roșu, galben, verde, albastru. | Muzeul civilizației dacice și romane, Secția de Etnografie și Artă Populară, Orăștie  | Cimec    |
|      | Cămașă Autor: anonim                      | Datare: 1/4 sec. XX Descoperit: jud. HUNEDOARA, com. TURDAȘ Material: fuior de cânepă, arnici, bumbac; țesut în 2 ițe(pânza) croit, încheiat manual cu cheițe decorative cu noduri și punct tighel, brodat la fir, pe muchia crețurilor, cu punct contur și în cruce, festonat.                                                               | Croi: tip carpatic, confecționată din mai multe bucăți de pânză de cânepă unite între ele prin cusătură tighel și cheițe decorative pentru a forma mânecile(o foaie și 1/4), fața(2 foi) și spatele( o foaie).Toate bucățile sunt încrețite în jurul gâtului și fixate sub un guler betiță, îngust. Mânecile se termină cu "fodori"/ volan, format prin încrețirea materialului și fixarea crețurilor prin cusătură decorativă pe muchia lor; marginile volanului sunt finisate prin tivire cu punct feston și colțișori croșetați.La subbraț este introdusă o fâșie de pânză și o pavă pentagonală. Gura cămășii este pe mijlocul feței; se închide cu 2 șnururi. Decorul este plasat pe mâneci("șir peste umăr" și râu drept din cheiță decorativă cu noduri) pe crețurile mânecii și pe marginile volanului, pe guler. Motive decorative geometrice: romburi cu creste, X-uri, S-uri, V-uri, linii obilce (mânecă și guler); motive vegetale stilizate:boboci(piept și volanul mânecii) Cromatică: pânză albă, motive cu negru, galben, albastru, bleu, roșu, vișiniu, verde oliv. | Muzeul civilizației dacice și romane, Secția de Etnografie și Artă Populară, Orăștie  | Cimec    |
|      | Cămașă bărbătească Autor: anonim          | Datare: 1/4 sec. XX Material: fuior de cânepă, arnici,nasturi de porțelan; țesut în 2 ițe(pânza), croit, încheiat la masina de cusut, brodat la fir, peste fire, ajur, făcut cerculețe, bătut butoniere, cusut nasturi. | Croi: cămașă scurtă cu "tăblițe" confecționată din mai multe bucăți de pânză de cânepă unite între ele prin cusătură la mașină pentru a forma pieptul(2 foi), spatele(2 foi încrețite) și mânecile(o foaie și 1/2). Pe umeri cămașa are aplicate 2 "tăblițe/bucăți de pânză decorate.Mânecile sunt încrețite și prinse din umăr, sub "tăblițe", cu pavă pătrată la subbraț , strânse cu "pumnari"/ mansete închise cu 2 nasturi; pe margini pumnarii sunt festonați. Gura cămășii este pe mijlocul feței, flancată de câte 4 cerculețe și fixată la partea de jos cu o puntiță/bentiță. Gulerul este răsfrânt, cu colțișori brodați pe margine ;se închide cu 4 nasturi. Decorul este plasat pe umeri("tăblițe") pe manșete, guler și de-a lungul deschiderii de la piept. Motive decorative geometrice: romburi, S-uri, zig-zag, "coarnele berbecului, triunghiuri (broderie la fir pe umeri și manșete); motive vegetale ajurate:ramură cu frunze și flori(piept și guler). Cromatică: pânză albă, motive cu negru și alb(broderie "spartă"). | Muzeul civilizației dacice și romane, Expoziția de istorie locală și etnografie, Brad | Cimec    |
|      | Cămașă femeiască fără poale Autor: anonim | Datare: 2/4 sec. XX Material: bumbac, muline, bumbac mercerizat; țesut pânza în 2 ițe,croit, încheiat manual și la mașina de cusut, brodat ajur, pe fire tăiate și legate cu punct feston, festonat, tivit cu găurele, fixat crețuri decorativ, tip fagure, conturat cu punct "crenguță", împ                                                 | Croi: cămașă dreaptă cu "tăblițe", confecționată din mai multe bucăți de pânză de bumbac unite între ele prin cusătură manuală și la mașină pentru a forma fața(2 foi și un clin dreptunghiular), spatele(o foaie și 1/4) și mânecile(o foaie și 1/4). Mânecile sunt încrețite tip fagure și prinse din umăr sub "tăblițe", cu pavă pătrată la subbraț, terminate cu "pumnari"/ mansete late,răsfrânte și închise cu 2 șnururi cu ciucuri. Gura cămășii este la spate, iar pe piept, sub plastronul decorativ este plasată o puntiță din pânză. Gulerul este amplu, cu colțuri rotunjite și festonate .Se poartă cu poalele nr. 24.487 B Decorul este dispus în registre/benzi late pe umeri/"tăblițe", un râu drept de-a lungul mânecilor, pe manșete, pe piept, 2 râuri drepte, unite tip "tablă", flancată de cerculețe și pe guler. Motive decorative geometrice: romburi ținute cu X-uri conturate la mijloc, cercuri, spirale, zig-zag; motive astrale: stele cu raze, vegetal-florale stilizate:petale de floare(lobii gulerului) Cromatică: pânză albă, motive cu alb, conturate cu cafeniu deschis. | Muzeul civilizației dacice și romane, Expoziția de istorie locală și etnografie, Brad | Cimec    |
|      | Poale femeiești Autor: anonim             | Datare: 2/4 sec. XX Material: bumbac, muline; țesut pânza în 2 ițe,croit, încheiat manual cu punct tighel, fixat crețuri decorativ, tip fagure, brodat ajur, pe fire tăiate și legate cu punct feston, făcut cerculețe . | Croi: tip fustă confecționată din 7 foi de pânză de unite între ele prin cusătură manuală și încrețite decorativ, pe mai multe ațe, pentru a le fixa pe "pumnățauă"/betelie; se închide cu 2 șnururi. Se poartă cu cămașa/ciupagul nr.24.487 A Decorul este dispus pe poale, într-un registru lat de colți ajurați, cu accente de broderie, sub betelie,crețurile de sub "pumnățauă/betelie și un șir de motive brodate pe marginea beteliei.La mică dstanță de tiv sunt realizate 2 cerculețe. Motive decorative geometrice: V-uri și cercuri ajurate, romburi(încrețitură tip fagure), zig-zag(broderie). Cromatică: pânză albă, motive cu alb și cafeniu deschis. | Muzeul civilizației dacice și romane, Expoziția de istorie locală și etnografie, Brad | Cimec    |
|      | Cămașă moțescă Maramă Autor: anonim       | Datare: 2/4 sec. XX Material: fuior de cânepă, bumbac, muline, bumbac mercerizat, nasturi de porțelan; țesut pânza în 2 ițe,croit, încheiat manual și la mașina de cusut, brodat peste fire și ajur, pe fire tăiate și legate cu punct feston, făcut cerculețe și colțișori, festonat, croșe                                                  | Croi: cămașă dreaptă cu "tăblițe", confecționată din mai multe bucăți de pânză de cânepă unite între ele prin cusătură manuală și la mașină pentru a forma fața(2 foi), spatele(2 foi) și mânecile(o foaie și 1/2). Mânecile sunt prinse din umăr sub "tăblițe"/bucăți de pânză prinse pe dos, cu pavă pătrată la subbraț, terminate cu "pumnari"/ manșete late ce se închid cu nasture. Gura cămășii este pe mijlocul feței, flancată de câte 2 cerculețe și câte un rând de colțișori, la partea de jos este întărită cu o puntiță din pânză; se închide cu 6 nasturi. Gulerul este răsfrânt, cu colțuri rotunjite și festonate cu colțișori . Pe poale cămașa are o dantelă lată , cu colți. Se poartă cu izmenele nr. 24.490 B Decorul este dispus în registre/benzi late pe: umeri/"tăblițe", pe manșete(broderie peste fire), pe guler(broderie ajurată), iar pe poale dantelă. Motive decorative geometrice: romburi cu cârlige, X-uri , cercuri, triunghiuri, motive vegetal-florale stilizate:rămurică cu flori(guler) Cromatică: pânză albă, motive cu albastru și alb, nasturi albaștrii. | Muzeul civilizației dacice și romane, Expoziția de istorie locală și etnografie, Brad | Cimec    |
|      | Izmene Autor: anonim                      | Datare: 2/4 sec. XX Material: fuior de cânepă, bumbac, muline; țesut pânza în 2 ițe,croit, încheiat manual, brodat ajur, pe fire tăiate și legate cu punct feston, tivit cu găurele, croșetat dantelă. | Croi: piesă confecționată din 2 lățimi de pânză - câte una pentru fiecare picior - unite la un capăt cu o pavă rombică pentru a forma "turul" pantalonilor. In talie pânza este îndoită pentru a forma un tiv prin care se trece șnurul pentru fixat izmenele pe talie.La partea de jos, izmenele sunt tivite cu găurele. Se poartă cu cămașa nr. 24490 A Decorul este dispus sub forma unei benzi ajurate la manșeta fiecărui picior, mărginite de un rând de colțișori croșetați Motive decorative geometrice: X-uri și S-uri culcate(ajur). Cromatică: pânză albă, motive cu alb. | Muzeul civilizației dacice și romane, Expoziția de istorie locală și etnografie, Brad | Cimec    |

## Fond
| Foto | Informații generale                       | Detalii tehnice | Descriere | Deținător                                                                             | Legături |
| ---- | ----------------------------------------- | --- | --- | ------------------------------------------------------------------------------------- | -------- |
|      | Căpătâi                                   | Datare: 2/4 sec.XX Descoperit: jud. HUNEDOARA, com. ROMOS, VAIDEI Material: bumbac( urzeală și băteală), arnici; țesut în 2 ițe cu urzeală ascunsă, motive alese peste fire și printre fire(cu găurele), încheiat manual cu feston. | Piesă de formă dreptunghiulară confecționată dintr-o bucată de țesătură pliată la jumatate și încheiată pe laturile scurte cu feston. Căpătâiul nu are atașat "burduful"/ fața de pernă propriu-zisă. Decorul este dispus pe toată suprafața, ordonat în registre longitudinale diferențiate compozițional și ca lățime - unul central, flancat de alte două - despărțite prin grupaje de vărgi. Motive decorative geometrice: vărgi simple, vărgi cu "zimți", "scărițe", triunghiuri, octogoane cu laturile în trepte, X-uri. Cromatică: fond roșu, motive cu: negru, alb, roșu, galben. | Muzeul Civilizației Dacice și Romane, Deva                                            | Cimec    |
|      | Tindeu de rudă                            | Datare: 1/4 sec.XX Descoperit: jud. HUNEDOARA, ORĂȘTIE Material: bumbac( urzeală și băteală), arnici, lânică prelucrată industrial; țesut în 2 ițe cu urzeală ascunsă, motive alese peste și printre fire, tivit la mașina de cusut. | Piesă de formă dreptunghiulară confecționată pe urzeală și băteală de bumbac, tivită la ambele capăte la mașina de cusut; lipsește partea nedecorată, ce se plia peste culme. Decorul este dispus pe toată lungimea piesei, în registre transversale diferențiate ca lățime și compozițional, despărțite de grupaje de vărgi. Motive decorative geometrice: vărgi simple, vărgi cu zimți, romburi în trepte, romburi cu coarnele berbecului, V-uri, X-uri, motive vegetale: trifoi cu 4 foi. Cromatică: fond roșu, motive cu: roșu, alb, negru, galben, mov (lânică). | Muzeul Civilizației Dacice și Romane, Deva                                            | Cimec    |
|      | Tindeu de rudă                            | Datare: 4/4 sec.XIX Descoperit: jud. HUNEDOARA, com. ROMOS Material: cânepă( băteală la un capăt), bumbac( urzeală și băteală pe suprafața cu alesături), arnici; țesut în 2 ițe cu urzeală ascunsă, motive alese peste și printre fire, tivit manual, ciucuri răsuciți din fire de urzeală, înnodați cu fire de arnici adăugate.                                  | Piesă de formă dreptunghiulară confecționată pe urzeală de bumbac, cu băteală de cânepă la un capăt, pe o treime din lungime. Este tivită la un capăt și are franjuri înnodați din urzeală, cu fire de arnici adăugate, la celălalt capăt. Decorul este dispus pe trei sferturi din lungimea piesei, în registre transversale diferențiate ca lățime și compozițional. Motive decorative geometrice: vărgi simple, vărgi cu "mărgelușe", romburi, dreptunghiuri, X-uri, motive vegetale: trifoi cu 4 foi. Cromatică: culoarea naturală a cânepii, fond roșu, motive cu negru, alb, galben. Ciucuri policromi în culorile motivelor: roșu, alb, galben albastru, negru. | Muzeul Civilizației Dacice și Romane, Deva                                            | Cimec    |
|      | Tindeu de rudă                            | Datare: 1/4 sec.XX Descoperit: jud. HUNEDOARA, com. BERIU, SIBIȘEL Material: cânepă( băteală la un capăt), bumbac( urzeală și băteală pe suprafața cu alesături), arnici; țesut în 2 ițe cu urzeală ascunsă, motive alese peste și printre fire, tivit manual, ciucuri răsuciți din fire de urzeală, înnodați cu fire de arnici adăugate.                          | Piesă de formă dreptunghiulară confecționată pe urzeală de bumbac, cu băteală de cânepă la un capăt, pe o treime din lungime. Este tivită la un capăt și are franjuri înnodați din urzeală, cu fire de arnici adăugate, la celălalt capăt. Decorul este dispus pe trei sferturi din lungimea piesei, în 5 registre transversale diferențiate ca lățime și compoziție, despărțite de grupaje de vărgi. Motive decorative geometrice: vărgi simple, vărgi cu "mărgelușe", romburi în trepte, X-uri, motive vegetale: trifoi cu 4 foi. Cromatică: culoarea naturală a cânepii, fond roșu, motive cu: negru, alb, galben. Ciucuri policromi în culorile motivelor: roșu, alb, galben, negru. | Muzeul Civilizației Dacice și Romane, Deva                                            | Cimec    |
|      | Tindeu de rudă                            | Datare: 2/4 sec.XX Descoperit: jud. HUNEDOARA, com. ROMOS Material: bumbac( urzeală și băteală), arnici; țesut în 2 ițe cu urzeală ascunsă, motive alese peste și printre fire, tivit la mașina de cusut, ciucuri răsuciți din fire de urzeală. | Piesă de formă dreptunghiulară confecționată pe urzeală și băteală de bumbac, tivită la un capăt la mașină și cu franjuri înnodați din urzeală, la celălalt capăt. Decorul este dispus pe trei sferturi din lungimea piesei, în 3 registre transversale diferențiate compozițional, despărțite de grupaje de vărgi. Motive decorative geometrice: vărgi simple, vărgi cu "mărgelușe", "cununi"/hexagoane, X-uri, motive vegetale: trifoi cu 4 foi. Cromatică: fond roșu și ultramarin, motive cu: roșu, alb, albastru ultramarin. Ciucuri albi. | Muzeul Civilizației Dacice și Romane, Deva                                            | Cimec    |
|      | Tindeu de rudă                            | Datare: 1/4 sec. XX Descoperit: jud. HUNEDOARA, com. ROMOS Material: bumbac( urzeală și băteală), arnici; țesut în 2 ițe cu urzeală ascunsă, motive alese peste și printre fire, tivit la mașina de cusut, ciucuri răsuciți din fire de urzeală. | Piesă de formă dreptunghiulară confecționată pe urzeală și băteală de bumbac, tivită la un capăt la mașina de cusut și cu franjuri răsuciți și înnodați din urzeală, la celălalt capăt; lipsește partea nedecorată, ce se plia peste culme. Decorul este dispus pe toată lungimea piesei, în 3 registre transversale diferențiate compozițional, despărțite de grupaje de vărgi. Motive decorative geometrice: vărgi simple, vărgi cu zimți, romburi în trepte, romb cu coarnele berbecului, "zăluțe"/ S-uri culcate, V-uri. Cromatică: fond roșu, motive cu: roșu, alb, albastru ultramarin, galben; ciucuri albi. În cromatica este redat tricolorul românesc ("zăluțele"). | Muzeul Civilizației Dacice și Romane, Deva                                            | Cimec    |
|      | Tindeu de rudă                            | Datare: 1/4 sec.XX Descoperit: jud. HUNEDOARA Material: bumbac( urzeală și băteală), arnici; țesut în 2 ițe cu urzeală ascunsă, motive alese peste și printre fire, tivit la mașina de cusut, ciucuri răsuciți și înnodați din fire de urzeală. | Piesă de formă dreptunghiulară confecționată pe urzeală și băteală de bumbac, tivită la un capăt la mașina de cusut și cu franjuri înnodați din urzeală, la celălalt capăt; lipsește partea nedecorată, ce se plia peste culme. Decorul este dispus pe toată lungimea piesei, în 3 registre transversale diferențiate compozițional, despărțite de grupaje de vărgi. Motive decorative geometrice: vărgi simple, "cununi"/hexagoane, motive simbolice: cruci. Cromatică: fond roșu și ultramarin, motive cu: roșu, alb, albastru ultramarin. Ciucuri albi. | Muzeul Civilizației Dacice și Romane, Deva                                            | Cimec    |
|      | Tindeu de rudă                            | Datare: 2/4 sec.XX Descoperit: jud. ALBA, com. CIUGUD, HĂPRIA Material: cânepă( băteală la un capăt), bumbac( urzeală și băteală pe suprafața cu alesături), arnici; țesut în 2 ițe cu urzeală ascunsă, motive alese peste fire și printre fire, tivit manual, ciucuri răsuciți din fire de urzeală și înnodați.                                                   | Piesă de formă dreptunghiulară confecționată pe urzeală de bumbac, cu băteală de cânepă la un capăt, pe o treime din lungime. Este tivită la un capăt manual, cu franjuri răsuciți și înnodați din urzeală, la celălalt capăt. Decorul este dispus pe trei sferturi din lungimea piesei, în 5 registre transversale diferențiate compozițional și ca lățime - unul central flancat de câte 2 înguste - despărțite prin grupaje de vărgi. Motive decorative geometrice: vărgi simple, romburi în trepte cu cruci la mijloc, romburi cu coarnele berbecului, "zăluțele mari"/S-uri culcate. Cromatică: culoarea naturală a cânepii, fond roșu, motive cu: negru, alb, roz, roșu, galben, albastru. Ciucuri albi. | Muzeul Civilizației Dacice și Romane, Deva                                            | Cimec    |
|      | Tindeu de rudă                            | Datare: 1/4 sec.XX Descoperit: jud. HUNEDOARA, com. BERIU, SIBIȘEL Material: cânepă( băteală la un capăt), bumbac( urzeală și băteală pe suprafața cu alesături), arnici; țesut în 2 ițe cu urzeală ascunsă, motive alese peste fire și printre fire, tivit manual, franjuri din urzeală.                                                                          | Piesă de formă dreptunghiulară confecționată pe urzeală de bumbac, cu băteală de cânepă la un capăt, pe o treime din lungime.Este tivită la un capăt manual și cu franjuri din urzeală, la celălalt capăt. Decorul este dispus pe trei sferturi din lungimea piesei, în 3 registre transversale diferențiate compozițional și ca lățime, despărțite prin grupaje de vărgi. Motive decorative geometrice: vărgi simple, vărgi cu "mărgelușe", "steluțe"/romburi cu creste și cruci la mijloc, romburi cu coarnele berbecului. Cromatică: culoarea naturală a cânepii, fond roșu, motive cu: negru, alb, roșu. Ciucuri albi. | Muzeul Civilizației Dacice și Romane, Deva                                            | Cimec    |
|      | Tindeu de rudă                            | Datare: 4/4 sec.XIX Descoperit: jud. HUNEDOARA, com. BERIU, SIBIȘEL Material: cânepă( băteală la un capăt), bumbac( urzeală și băteală pe suprafața cu alesături), arnici; țesut în 2 ițe cu urzeală ascunsă, motive alese peste fire și printre fire(cu găurele), tivit manual, ciucuri răsuciți din fire de urzeală și înnodați cu fire de                       | Piesă de formă dreptunghiulară confecționată pe urzeală de bumbac, cu băteală de cânepă la un capăt, pe o treime din lungime. Este tivită la un capăt manual, cu franjuri răsuciți și înnodați din urzeală cu fire suplimentare de arnici, la celălalt capăt. Are compoziții identice cu nr. 125, 126, 127, 128 și 129. Decorul este dispus pe trei sferturi din lungimea piesei, în 3 registre transversale diferențiate compozițional, despărțite prin grupaje de vărgi. Motive decorative geometrice: vărgi simple, vărgi cu "zimți", vărgi cu "mărgelușe", romburi cu creste , V-uri, X-uri, "zăluțele mari"/S-uri culcate. Cromatică: culoarea naturală a cânepii, fond roșu, motive cu: negru, alb, roșu, galben, albastru. În cromatica este redat tricolorul românesc. Ciucuri policromi în culorile alesăturilor: roșii, negrii, albi. | Muzeul Civilizației Dacice și Romane, Deva                                            | Cimec    |
|      | Șurț                                      | Datare: 2/4 sec.XX Descoperit: jud. HUNEDOARA, com. BERIU, SIBIȘEL Material: bumbac, arnici, bumbac mercerizat, panglică de mătase; țesut în 2 ițe cu "urzeală ascunsă", motive alese printre fire(cu găurele) și peste fire, tivit cu panglică de mătase, înnodat decorativ ciucuri aplicați cu acul.                                                             | Piesă de formă dreptunghiulară, confecționată dintr-o bucată de țesătură finisată pe laturile lungi prin tivire cu panglică de mătase. În treimea superioară și la partea de jos sunt aplicați cu acul ciucuri lungi, înnodați decorativ. Se fixează pe talie cu ajutorul a 2 baiere. Decorul este dispus pe toată suprafața piesei în 8 registre transversale de alesături - 3 late și 5 înguste - despărțite prin grupaje de vărgi. În treimea superioară și la poale se află "podul catrinței" alcătuit din câte un registru lat de motive; ciucurii completează compoziția, având rol de marcă zonală. Motive decorative geometrice: vărgi simple, vărgi cu "mărgelușe", romburi cu creste, dublu și triplu conturate cromatic,romburi cu coarnele berbecului, X-uri, triunghiuri. Cromatică: fond negru, motive cu albastru, roșu, galben, portocaliu, negru. Ciucuri sunt grupați cromatic: galbeni, roșii, albaștrii. | Muzeul Civilizației Dacice și Romane, Deva                                            | Cimec    |
|      | Tindeu de rudă                            | Datare: 1/4 sec.XX Descoperit: jud. HUNEDOARA, com. ORĂȘTIOARA DE SUS, ORĂȘTIOARA DE SUS Material: cânepă( băteală la un capăt), bumbac( urzeală și băteală pe suprafața cu alesături), arnici; țesut în 2 ițe cu urzeală ascunsă, motive alese peste fire și printre fire, tivit manual,ciucuri răsuciți din fire de urzeală și înnodați cu fire de arnici adăuga | Piesă de formă dreptunghiulară confecționată pe urzeală de bumbac, cu băteală de cânepă la un capăt, pe o treime din lungime. Este tivită la un capăt manual, cu franjuri răsuciți și înnodați din urzeală cu fire suplimentare de arnici, la celălalt capăt. Are compoziție decorativă identică cu nr. 173. Decorul este dispus pe trei sferturi din lungimea piesei, în 6 registre transversale diferențiate compozițional și ca lățime, despărțite prin grupaje de vărgi. Motive decorative geometrice: vărgi simple, vărgi cu "zimți", vărgi cu "mărgelușe", romburi cu creste, romburi cu coarnele berbecului, V-uri, X-uri. Cromatică: culoarea naturală a cânepii, fond roșu, motive cu: negru, alb, roșu, galben, albastru. Ciucuri policromi în culorile alesăturilor: roșii, negrii, albi, galbeni. | Muzeul Civilizației Dacice și Romane, Deva                                            | Cimec    |
|      | Tindeu de rudă                            | Datare: 1/4 sec.XX Descoperit: jud. HUNEDOARA, com. ORĂȘTIOARA DE SUS, ORĂȘTIOARA DE SUS Material: cânepă( băteală la un capăt), bumbac( urzeală și băteală pe suprafața cu alesături), arnici; țesut în 2 ițe cu urzeală ascunsă, motive alese peste fire și printre fire, tivit manual,ciucuri răsuciți din fire de urzeală și înnodați cu fire de arnici adăuga | Piesă de formă dreptunghiulară confecționată pe urzeală de bumbac, cu băteală de cânepă la un capăt, pe o treime din lungime. Este tivită la un capăt manual, cu franjuri răsuciți și înnodați din urzeală cu fire suplimentare de arnici, la celălalt capăt. Are compoziție decorativă identică cu nr. 171. Decorul este dispus pe trei sferturi din lungimea piesei, în 6 registre transversale diferențiate compozițional și ca lățime, despărțite prin grupaje de vărgi. Motive decorative geometrice: vărgi simple, vărgi cu "mărgelușe", romburi cu creste, romburi cu coarnele berbecului, V-uri, X-uri. Cromatică: culoarea naturală a cânepii, fond roșu, motive cu: negru, alb, roșu, galben, albastru. Ciucuri policromi în culorile alesăturilor: roșii, negrii, albi, galbeni. | Muzeul Civilizației Dacice și Romane, Deva                                            | Cimec    |
|      | Catrință                                  | Datare: 1/4 sec.XX Descoperit: jud. HUNEDOARA, com. BERIU Material: bumbac, arnici, panglică de mătase; țesut în 2 ițe cu "urzeală ascunsă", motive alese printre fire(cu găurele) și peste fire, tivit manual și la mașina de cusut, cu panglică de mătase, încheiat cu cheițe lucrate cu acul.                                                                   | Piesă de formă dreptunghiulară confecționată din două bucăți de țesătură îmbinate pe latura lungă cu cheițe lucrate cu acul. Este finisată pe trei laturi prin tivire cu panglică de mătase. Se fixează pe talie cu ajutorul a 2 baiere. Decorul este dispus pe toată suprafața piesei în registre transversale de alesături - unul lat și 7 înguste - despărțite prin grupaje de vărgi. La partea de jos se află "podul catrinței" alcătuit dintr-un registru lat de alesături. Motive decorative geometrice: vărgi simple, vărgi cu "mărgelușe", vărgi cu "șah",V-uri, zig-zag, linii oblice, romburi cu coarnele berbecului. Cromatică: fond vișiniu, motive cu alb, roșu, galben, portocaliu, negru, vernil, gri; panglică mov. | Muzeul Civilizației Dacice și Romane, Deva                                            | Cimec    |
|      | Căpătâi                                   | Datare: 2/4 sec.XX Descoperit: jud. HUNEDOARA, com. ROMOS Material: bumbac( urzeală și băteală), arnici; țesut în 2 ițe cu urzeală ascunsă, motive alese peste fire și printre fire(cu găurele), încheiată manual cu cheiță împletită, tivită cu punct tighel. | Piesă de formă dreptunghiulară confecționată dintr-o bucată de țesătură pliată la jumatate și încheiată pe laturile scurte cu cheiță împletită. Este tivită cu punct tighel. Căpătâiul nu are atașat "burduful"/ fața de pernă propriu-zisă. Decorul este dispus pe toată suprafața, ordonat în registre longitudinale diferențiate compozițional și ca lățime - unul central, flancat de câte două registre ce alternează cu grupaje de vărgi. Motive decorative geometrice: vărgi simple, vărgi cu "zimți", vărgi cu "mărgelușe", romburi în trepte, X-uri, V-uri, "cununi"/octogoane; motive vegetale: trifoi cu 4 foi. Cromatică: fond roșu, motive cu: alb, negru, galben, albastru. | Muzeul Civilizației Dacice și Romane, Deva                                            | Cimec    |
|      | Măsăriță                                  | Datare: 1/4 sec.XX Descoperit: jud. HUNEDOARA, com. ROMOS Material: bumbac( urzeală și băteală), arnici, dantelă manuală; țesut în 2 ițe cu urzeală ascunsă, motive alese printre fire, croșetat dantelă, încheiat manual cu dantelă, tivit manual cu punct tighel.                                                                                                | Piesă de formă dreptunghiulară confecționată din două bucăți de țesătură unite pe laturile lungi cu o fâșie de dantelă croșetată. La capete este tivită cu punct tighel. Decorul este dispus pe toată suprafața țesăturii, în grupaje transversale de vărgi. Motive decorative geometrice: vărgi simple, vărgi cu "zimți". Pe dantelă: "zăluțe"/S-uri, X-uri, "moriști"/zvastică. Cromatică: fond alb, vărgi cu: alb, roșu, galben, albastru. În cromatica vărgilor este inserat tricolorul românesc. Dantelă albă cu motive conturate cromatic, cu roșu și negru. | Muzeul Civilizației Dacice și Romane, Deva                                            | Cimec    |
|      | Catrință                                  | Datare: 1/4 sec.XX Descoperit: jud. HUNEDOARA, com. ROMOS Material: bumbac(urzeală și băteală), lânică industrială,bumbac mercerizat, dantelă manuală; țesut în 2 ițe cu "urzeală ascunsă", motive alese peste fire, tivit manual, festonat, croșetat și aplicat dantelă.                                                                                          | Piesă de formă dreptunghiulară confecționată dintr-o bucată de țesătură finisată pe trei laturi prin tivire cu punct feston și aplicare de dantelă croșetată - colțișori. Se fixează pe talie cu ajutorul a 2 baiere. Decorul este repartizat pe toată suprafața, în registre transversale de alesături care alternează cu grupaje de vărgi. La partea de jos a piesei, un registru mai lat formează "podul catrinței"; dantela completează decorativ compoziția. Motive decorative geometrice: vărgi cu "mărgelușe", "zăluțe"/S-uri culcate, "treiuri"/cifra 3, romburi, X-uri. Cromatică: fond negru, motive cu: portocaliu, albastru, verde, vișiniu. Dantela neagră. | Muzeul Civilizației Dacice și Romane, Deva                                            | Cimec    |
|      | Măsăriță                                  | Datare: 2/4 sec.XX Descoperit: jud. HUNEDOARA, com. ROMOS Material: bumbac( urzeală și băteală), arnici, dantelă manuală; țesut în 4 ițe, motive alese din năvădit, croșetat dantelă, încheiat manual cu dantelă, tivit manual. | Piesă de formă dreptunghiulară confecționată din două bucăți de țesătură unite pe laturile lungi cu o fâșie de dantelă croșetată. La capete este tivită manual. Decorul este dispus pe toată suprafața țesăturii, în grupaje transversale de vărgi, diferențiate ca lățime - pe câmpul central și spre capete -, iar pe marginea laturilor lungi sunt alese câte două vărgi longitudinale. Motive decorative geometrice: vărgi cu structură tip fagure, specifică alesăturii năvădite. Pe dantelă: motive stelare, evidențiate cromatic. Cromatică: fond alb, vărgi cu: roșu, negru, galben, albastru deschis. Dantelă colorată pe segmente cromatice: alb, roșu, bleu, negru, galben și negru. | Muzeul Civilizației Dacice și Romane, Deva                                            | Cimec    |
|      | Căpătâi                                   | Datare: 1/4 sec.XX Descoperit: jud. ALBA, com. ȘUGAG Material: bumbac( urzeală și băteală), arnici, bumbac mercerizat; țesut în 2 ițe cu urzeală ascunsă, motive alese peste fire și printre fire(cu găurele), încheiată și tivită la mașina de cusut. | Piesă de formă dreptunghiulară confecționată dintr-o bucată de țesătură pliată la jumatate și încheiată pe laturile scurte la mașina de cusut și tivită tot la mașină. Căpătâiul nu are atașat "burduful"/ fața de pernă propriu-zisă. Decorul este dispus pe centrul țesăturii, ordonat în 2 registre longitudinale diferențiate compozițional și ca lățime - unul central, flancat de două grupaje de vărgi. Motive decorative geometrice: vărgi simple, romburi cu coarnele berbecului. Cromatică: fond alb, motive cu: alb, negru, portocaliu, albastru, mov, bleu, cafeniu. | Muzeul Civilizației Dacice și Romane, Deva                                            | Cimec    |
|      | Căpătâi                                   | Datare: 1/4 sec.XX Descoperit: jud. HUNEDOARA, com. ROMOS Material: bumbac( urzeală și băteală), arnici; țesut în 2 ițe cu urzeală ascunsă, motive alese peste fire și printre fire(cu găurele), încheiată manual, tivită la mașina de cusut. | Piesă de formă dreptunghiulară confecționată dintr-o bucată de țesătură pliată la jumatate și încheiată pe laturile scurte manual și tivită la mașina de cusut. Căpătâiul nu are atașat "burduful"/ fața de pernă propriu-zisă. Decorul este dispus pe toată suprafața țesăturii, ordonat în registre longitudinale diferențiate compozițional și ca lățime - unul central, flancat de câte două laterale, delimitate de grupaje de vărgi. Motive decorative geometrice: vărgi simple, vărgi cu "mărgelușe", romburi cu creste, octogoane cu laturile crenelate, "zăluțe mari"/ S-uri culcate, triunghiuri. Cromatică: fond negru, motive cu: alb, roșu, galben, albastru. | Muzeul Civilizației Dacice și Romane, Deva                                            | Cimec    |
|      | Lepedeu                                   | Datare: 1/4 sec.XX Descoperit: jud. HUNEDOARA, com. ROMOS, VAIDEI Material: bumbac( urzeală și băteală), arnici, dantelă manuală; "năvădit în ochișori"/țesut în 4 ițe cu motive alese din năvădit, croșetat dantelă, încheiat manual cu cheiță croșetată, tivit manual cu punct tighel, aplicat dantelă manuală cu colți.                                         | Piesă de formă dreptunghiulară confecționată din două bucăți de țesătură unite pe laturile lungi cu cheițe croșetate, tivită la capete cu punct tighel și prevăzută pe una dintre laturile lungi cu dantelă lată, cu colți. Decorul este dispus pe toată suprafața în grupaje transversale de vărgi diferențiate ca lățime: mai late spre capete și mai înguste pe câmpul central. Întreaga suprafață este decorată cu "ochișori"/romburi realizați din năvădit. Motive decorative geometrice: vărgi simple cu "ochișori". Pe dantelă: romburi ținute. Cromatică: fond alb, vărgi cu: roșu, negru, galben, cheițe galbene, dantelă albă. | Muzeul Civilizației Dacice și Romane, Deva                                            | Cimec    |
|      | Șurț                                      | Datare: 2/4 sec.XX Descoperit: jud. HUNEDOARA, com. SÂNTĂMARIA ORLEA, BALOMIR Material: bumbac, dantelă manuală; țesut în 4 ițe cu "urzeală ascunsă", motive alese printre fire(cu găurele) și peste fire, croșetat și aplicat dantelă, înnodat decorativ ciucuri.                                                                                                 | Piesă de formă dreptunghiulară confecționată dintr-o bucată de țesătură finisată pe laturile lungi prin aplicare de dantelă - rotițe - croșetată; în treimea superioară și la partea de jos sunt aplicați cu acul ciucuri lungi, înnodați decorativ. Se fixează pe talie cu ajutorul a 2 baiere, trecute prin 3 cheotori. Decorul este alcătuit din două tipuri de compoziții: câmpul învărgat și două registre late ca "poduri ale catrinței", dispuse unul în treimea superioară a piesei și celălalt, la poale; ciucurii completează decorativ compoziția. Motive decorative geometrice: vărgi simple, vărgi cu "ochișori", X-uri, triunghiuri, S-uri culcate, "roate" (dantelă). Cromatică: fond alb, motive cu: albastru, galben, cafeniu, negru. Ciucurii și dantela sunt grupate cromatic, în culorile alesăturilor: negru, albastru, alb, cafeniu, negru. | Muzeul Civilizației Dacice și Romane, Deva                                            | Cimec    |
|      | Catrință                                  | Datare: 1/4 sec.XX Descoperit: jud. HUNEDOARA Material: lânică industrială, bumbac(urzeală), fir metalic, dantelă manuală, saten; țesut în 2 ițe cu "urzeală ascunsă", motive alese printre fire(cu găurele) și peste fire, tivit cu bandă de saten,croșetat și aplicat dantelă.                                                                                   | Piesă de formă dreptunghiulară confecționată dintr-o bucată de țesătură finisată pe laturile lungi cu saten și aplicare de dantelă croșetată - colțișori - pe trei laturi. Se fixează pe talie cu ajutorul a 2 baiere. Decorul este repartizat pe toată suprafața, în registre transversale de alesături care alternează cu grupaje de vărgi. La partea de jos a piesei, un registru mai lat formează "podul catrinței"; dantela completează decorativ compoziția. Motive decorative geometrice: vărgi simple, vărgi cu "mărgelușe", "zăluțe"/ S-uri culcate, romburi cu creste, romburi cu coarnele berbecului, zig-zag, hexagoane. Cromatică: fond negru, motive cu: alb, portocaliu, albastru, verde, violet, vișiniu, roșu, fir metalic auriu. Dantela are colțișorii ritmați cromatic în culorile alesăturilor: negru, albastru, fir metalic auriu. | Muzeul Civilizației Dacice și Romane, Deva                                            | Cimec    |
|      | Șurț                                      | Datare: 1/4 sec.XX Descoperit: jud. HUNEDOARA, SIMERIA Material: lânică industrială, bumbac(urzeală), dantelă manuală, panglică de saten; țesut în 4 ițe cu "urzeală ascunsă", motive alese printre fire(cu găurele) și peste fire, tivit manual cu panglică de saten, croșetat colțișori de dantelă aplicați cu piciorușe, apli                                   | Piesă de formă dreptunghiulară confecționată dintr-o bucată de țesătură tivită pe laturile lungi cu panglică de saten și cu colțișori croșetați (doar pe o latură); la partea de jos sunt aplicați cu acul ciucuri lungi, înnodați. Se fixează pe talie cu ajutorul a 2 baiere. Decorul este dispus pe 3/4 din suprafața piesei, ordonat în 7 registre transversale de alesături despărțite prin grupaje de vărgi. În treimea superioară este o mică porțiune nedecorată, lăsată ca "trup al catrinței"; ciucurii completează compoziția. Motive decorative geometrice: vărgi simple, vărgi cu "mărgelușe", romburi cu creste, S-uri, V-uri. Cromatică: fond roșu și alb (trupul), motive cu: albastru, roșu, mov, portocaliu, galben, verde, negru. Ciucurii și dantela sunt grupate cromatic, în culorile alesăturilor: negru, roșu, albaștru, mov, verde, portocaliu. | Muzeul Civilizației Dacice și Romane, Deva                                            | Cimec    |
|      | Batistă bărbătească de curea              | Datare: 1/4 sec.XX Descoperit: jud. HUNEDOARA Material: bumbac, arnici, lânică industrială; țesut în 2 ițe cu "urzeală ascunsă", motive alese peste și printre fire, tivit cu punct tighel. | Piesă de formă dreptunghiulară confecționată dintr-o bucată de țesătură finisată la capetele înguste prin tivire manuală. Decorul este dispus pe toată suprafața în registre transversale diferențiate compozițional. Motive decorative geometrice: vărgi simple, vărgi cu "zimți", vărgi cu "mărgelușe", grupaje de câte 3 liniuțe, romburi cu creste, romburi cu coarnele berbecului, X-uri flancate de V-uri culcate. Cromatică: fond alb, motive cu roșu, alb, albastru, galben, negru, ciclamen, violet. | Muzeul Civilizației Dacice și Romane, Deva                                            | Cimec    |
|      | Catrință                                  | Datare: 1/4 sec XX Descoperit: jud. HUNEDOARA, com. BALȘA Material: bumbac(urzeală), "păr" de lână(băteală),lânică industrială, suitaș din lână; țesut în 2 ițe, cu "urzeală ascunsă",motive alese peste fire, festonat, aplicat suitaș și "ciptă de opreg"(fâșie îngustă aplicată la poale).                                                                      | Piesă de formă dreptunghiulară confecționată dintr-o bucată de țesătură finisată pe 3 laturi prin festonare și aplicare de suitaș industrial în zig-zag; la partea de jos are "ciptă de opreg" - o fâșie îngustă de dantelă țesută cu motive alese în tehnica karamani/cu tăieturi. Se fixează pe talie cu ajutorul a 2 baiere. Decorul este dispus pe toată suprafața în grupaje alternânde de vărgi transversale, diferențiate compozițional și cromatic; la partea de jos este aplicată "cipta de opreg". Motive decorative geometrice: grupaje de vărgi simple, vărgi cu "mărgelușe", șiruri de romburi cu coarne, X-uri flancate de V-uri culcate. Cromatică: fond roșu, motive cu albastru, verde, alb, ciclamen, galben, mov, violet. Suitaș violet. În cromatica "ciptei" țesute apare tricolorul românesc: roșu, galben, albastru. | Muzeul Civilizației Dacice și Romane, Deva                                            | Cimec    |
|      | Catrință                                  | Datare: 2/4 sec XX Descoperit: jud. HUNEDOARA Material: bumbac(urzit),lână(băteală); țesut în 4 ițe/"cu brăduț", ales peste și printre fire, tivit manual. | Piesă de formă dreptunghiulară confecționată dintr-o bucată de țesătură finisată pe laturile scurte prin tivire. Se fixează pe talie cu ajutorul a 2 baiere împletite. Decorul este dispus pe toată suprafața în grupaje alternânde de vărgi transversale, diferențiate compozițional și cromatic; spre talie grupaje de vărgi albe cu rol de marcă zonală. Motive decorative geometrice în contextură: "brazi"/ V-uri, vărgi simple și cu "mărgelușe"/linii întrerupte, vărgi cu zimți, zig-zag. Cromatică: fond negru, vărgi cu: roșu, alb, galben, verde închis, mov, vișiniu, albastru. | Muzeul Civilizației Dacice și Romane, Deva                                            | Cimec    |
|      | Lipideu de cobârlău                       | Datare: 1/4 sec. XX Descoperit: jud. HUNEDOARA, com. ROMOS Material: bumbac(urzeală și băteală), arnici, dantelă manuală; țesut în 4 ițe, motive alese printre fire, încheiat cu dantelă croșetată, tivit cu punct tighel, croșetat și aplicat "ciptă"/colți de dantelă                                                                                            | Piesă de formă dreptunghiulară confecționată din 2 bucăți de țesătură (urzit și bătut bumbac) unite printr-o fâșie lată de dantelă croșetată. Pe una dintre laturile lungi și pe câte un sfert din laturile scurte, piesa este tivită are aplicată "ciptă"/colți de dantelă croșetați. Decorul este dispus pe întreaga suprafață în 2 grupaje transversale de vărgi spre capetele lungi și alte 3 grupaje, mai mici, pe câmpul central; dantela are rol decorativ. Motive decorative geometrice: grupaje de vărgi simple, vărgi cu "zimți". Cromatică: fond alb, motive cu roșu, negru, alb, galben; dantelă roșie pe mijloc și colți albi. | Muzeul Civilizației Dacice și Romane, Deva                                            | Cimec    |
|      | Măsăriță                                  | Datare: 2/4 sec.XX Descoperit: jud. HUNEDOARA Material: cânepă(urzit), bumbac(băteală), arnici; țesut în 4 ițe, motive alese din năvădit, încheiat cu cheițe croșetate, tivit. | Piesă de formă dreptunghiulară confecționată din 2 bucăți de țesătură (urzit cânepă, bătut bumbac) unite prin cheiță decorativă. Pe laturile scurte, piesa este tivită. Decorul este dispus pe întreaga suprafață în 2 grupaje transversale de vărgi spre capetele lungi și alte 3 grupaje, mai mici, pe câmpul central. Motive decorative geometrice: grupaje de vărgi simple pe o contextură geometric ordonată. Cromatică: fond alb, vărgi cu roșu, negru, galben, albastru. În cromatica vărgilor apare tricolorul românesc: roșu, galben, albastru. | Muzeul Civilizației Dacice și Romane, Deva                                            | Cimec    |
|      | Opreg moțesc                              | Datare: 1/4 sec. XX Descoperit: jud. HUNEDOARA, com. BALȘA Material: bumbac(urzit), lână(băteală), lânică industrială, fir metalic, suitaș de lână; țesut în 2 ițe, cu"urzeală ascunsă", motive alese printre și peste fire, tivit, festonat, aplicat "ciptă de opreg" și suitaș.                                                                                  | Piesă de formă dreptunghiulară confecționată dintr-o bucată de țesătură finisată pe 3 laturi prin festonare și aplicare de suitaș industrial în zig-zag; la partea de jos este aplicată "cipta de opreg" - o fâșie îngustă de dantelă țesută cu motive alese în tehnica karamani/cu tăieturi. Se fixează pe talie cu ajutorul a 2 baiere. Decorul este dispus pe toată suprafața în grupaje alternânde de vărgi transversale, diferențiate compozițional și cromatic; la partea de jos este aplicată "cipta de opreg". Motive decorative geometrice: grupaje de vărgi simple, vărgi cu "mărgelușe", șiruri de linii oblice, linii verticale, romburi cu trepte și S-uri ("cipta de opreg"). Cromatică: fond roșu, motive cu albastru, verde, alb, ciclamen, negru, vișiniu, violet, fir auriu, suitaș albastru. | Muzeul Civilizației Dacice și Romane, Deva                                            | Cimec    |
|      | Opreg moțesc                              | Datare: 1/4 sec.XX Descoperit: jud. HUNEDOARA, com. BALȘA Material: bumbac(urzit), lână(băteală), lânică industrială, fir metalic, suitaș de lână; țesut în 2 ițe, cu"urzeală ascunsă", motive alese printre și peste fire, tivit, festonat, aplicat "ciptă de opreg" și suitaș.                                                                                   | Piesă de formă dreptunghiulară confecționată dintr-o bucată de țesătură finisată pe 3 laturi prin festonare și aplicare de suitaș industrial în zig-zag; la partea de jos este aplicată "cipta de opreg" - o fâșie îngustă de dantelă țesută cu motive alese în tehnica karamani/cu tăieturi. Se fixează pe talie cu ajutorul a 2 baiere. Decorul este dispus pe toată suprafața în grupaje alternânde de vărgi transversale, diferențiate compozițional și cromatic; la partea de jos este aplicată "cipta de opreg". Motive decorative geometrice: grupaje de vărgi simple, vărgi cu "mărgelușe", șiruri de X-uri, grupaje de linii verticale, "scărițe"/V-uri în trepte("cipta de opreg"). Cromatică: fond roșu, motive cu roșu, alb, albastru, verde, negru, vișiniu, galben, fir auriu, suitaș albastru. | Muzeul Civilizației Dacice și Romane, Deva                                            | Cimec    |
|      | Ștergar de culme                          | Datare: 1/4 sec.XX Descoperit: jud. HUNEDOARA, com. ORĂȘTIOARA DE SUS Material: bumbac(urzeală), cânepă, arnici; țesut în 2 ițe cu "urzeală ascunsă", motive alese printre fire, peste fire și cu găurele/karamani, tivit la un capăt și cu ciucuri atașați la celălalt capăt.                                                                                     | Piesă de formă dreptunghiulară confecționată pe urzeală de bumbac, cu băteală de cânepă la un capăt, pe o treime din lungime. Este tivită la un capăt, iar la celălalt sunt aplicați ciucuri de arnici pe franjurii înnodați din urzeală. Decorul este dispus pe trei sferturi din lungimea piesei, în registre transversale diferențiate ca lățime și compozițional. Motive decorative geometrice: vărgi simple, vărgi cu "triunghiuri", vărgi cu "zimți", "pristolnice" cu X-uri la centru, romburi cu trepte, X-uri flancate de V-uri culcate. Cromatică: culoarea naturală a cânepii, motive cu roșu, negru, alb, galben, albastru; ciucuri în culorile alesăturilor: alb, roșu, negru, albastru. | Muzeul Civilizației Dacice și Romane, Deva                                            | Cimec    |
|      | Lipideu de pat                            | Datare: 1/4 sec.XX Descoperit: jud. HUNEDOARA Material: bumbac(urzeală și băteală), arnici, dantelă manuală; țesut în 5 ițe, motive alese din năvădit, încheiat cu cheițe croșetate, tivit, croșetat și aplicat "ciptă"/ dantelă | Piesă de formă dreptunghiulară confecționată din 2 bucăți de țesătură (urzit și bătut bumbac) unite prin cheițe croșetate. Pe laturile scurte cearceaful este tivit, iar pe una dintre laturile lungi are aplicată "ciptă lată"/colți de dantelă croșetați. Decorul este dispus pe întreaga suprafață în grupaje transversale de vărgi diferențiate ca lățime; dantela are rol decorativ. Motive decorative geometrice: grupaje de vărgi simple pe o contextură geometric ordonată cu romburi; romburi cu cruci pe dantelă. Cromatică: fond alb, vărgi cu roșu, negru, alb, porticaliu; dantelă albă. | Muzeul Civilizației Dacice și Romane, Deva                                            | Cimec    |
|      | Catrință                                  | Datare: 1/4 sec.XX Descoperit: jud. HUNEDOARA, ORĂSTIE Material: "păr" de lână,bumbac, dantelă manuală de "păr"/lână; țesut în 4 ițe, motive alese peste fire, tivit, festonat, croșetat și aplicat "ciptă"/dantelă. | Piesă de formă dreptunghiulară confecționată dintr-o bucată de țesătură finisată pe 3 laturi prin festonare și aplicare de "ciptă"/colțișori croșetați. Se fixează pe talie cu ajutorul a 2 baiere împletite. Decorul este dispus pe toată suprafața în grupaje alternânde de vărgi transversale, diferențiate compozițional și cromatic. Motive decorative geometrice: grupaje de vărgi simple, vărgi cu "mărgelușe", șiruri de X-uri, romburi despărțite de câte 3 linii verticale, V-uri. Cromatică: fond negru, motive cu mov, verde, alb, ciclamen, galben, portocaliu, roșu. | Muzeul Civilizației Dacice și Romane, Deva                                            | Cimec    |
|      | Opreg                                     | Datare: 2/4 sec XX Descoperit: jud. HUNEDOARA, ORĂȘTIE Material: "păr" de lână, dantelă manuală din păr de lână; țesut în 4 ițe/"în brazi", tivit manual cu punct tighel, croșetat și aplicat "ciptă"/dantelă. | Piesă de formă dreptunghiulară confecționată dintr-o bucată de țesătură finisată pe trei laturi prin tivire și aplicare de "ciptă" croșetată. Se fixează pe talie cu ajutorul a 2 baiere împletite, trecute prin 2 cheotori. Decorul este dispus pe toată suprafața obținut din țesătura "în brazi". Dantela are funcție decorativă. Motive decorative geometrice în contextură: "brazi"/ V-uri, dantelă cu "colțul cel mic". Cromatică: fond negru, dantelă neagră. | Muzeul Civilizației Dacice și Romane, Deva                                            | Cimec    |
|      | Opreg                                     | Datare: 2/4 sec XX Descoperit: jud. HUNEDOARA, Deva Material: păr de lână, dantelă manuală din păr de lână; țesut în 4 ițe/"în ulcuț", tivit manual, croșetat și aplicat "ciptă"/dantelă, realizat ajur pe fire tăiate | Piesă de formă dreptunghiulară confecționată dintr-o bucată de țesătură finisată pe trei laturi prin tivire și aplicare de "ciptă" croșetată. La partea de jos/poale este realizat un ajur pe fire tăiate și legate. Se fixează pe talie cu ajutorul a 2 baiere împletite, trecute prin 2 cheotori. Decorul este dispus pe toată suprafața, obținut din țesătura "în ulcuț". Dantela are funcție decorativă. Motive decorative geometrice în contextură: "ulcuț"/ romburi, zig-zag (ajurat), dantelă cu "colți". Cromatică: fond negru, dantelă neagră. | Muzeul Civilizației Dacice și Romane, Deva                                            | Cimec    |
|      | Opreg                                     | Datare: 2/4 sec XX Descoperit: jud. HUNEDOARA, DEVA Material: păr de lână, dantelă manuală din păr de lână; țesut în 4 ițe/"în brazi", tivit manual, croșetat și aplicat "ciptă"/dantelă, realizat ajur pe fire tăiate | Piesă de formă dreptunghiulară confecționată dntr-o bucată de țesătură finisată pe trei laturi prin tivire și aplicare de "ciptă" croșetată. La partea de jos/poale este realizat un ajur pe fire tăiate și legate. Se fixează pe talie cu ajutorul a 2 baiere împletite, trecute prin 2 cheotori. Decorul este dispus pe toată suprafața obținut din țesătura "în brazi". Dantela are funcție decorativă. Motive decorative geometrice în contextură: "brazi"/ V-uri, zig-zag (ajurat), dantelă cu "roate". Cromatică: fond negru, dantelă neagră. | Muzeul Civilizației Dacice și Romane, Deva                                            | Cimec    |
|      | Catrință                                  | Datare: 2/4 sec.XX Descoperit: jud. HUNEDOARA Material: bumbac(urzit și bătut), bumbac, muline, fir metalic, dantelă manuală din "păr" de lână; țesut în 4 ițe, motive alese peste fire, tivit, festonat, croșetat și aplicat "ciptă"/dantelă. | Piesă de formă dreptunghiulară confecționată dintr-o bucată de țesătură finisată pe 3 laturi prin festonare și aplicare de "ciptă cu colți"/dantelă manuală. Se fixează pe talie cu ajutorul a 2 baiere. Decorul este dispus pe toată suprafața în grupaje alternânde de vărgi transversale, diferențiate compozițional: simple și cu alesături; dantela are rol decorativ. Motive decorative geometrice: vărgi simple, vărgi cu "mărgelușe", vărgi cu romburi despărțite de câte 2 linii verticale; dantelă cu "rotița". Cromatică: fond negru, motive cu albastru, roșu, alb, mov, cafeniu, fir auriu, dantelă neagră. | Muzeul Civilizației Dacice și Romane, Deva                                            | Cimec    |
|      | Catrință                                  | Datare: 2/4 sec XX Descoperit: jud. HUNEDOARA Material: "păr" de lână, muline, mătase, fir metalic, dantelă manuală; țesut în 4 ițe, motive alese peste fire, tivit manual, croșetat și aplicat dantelă | Piesă de formă dreptunghiulară confecționată dintr-o bucată de țesătură finisată pe 3 laturi prin tivire și aplicare de colțișori croșetați manual. Se fixează pe talie cu ajutorul a 2 baiere. Decorul este dispus pe toată suprafața în grupaje alternânde de vărgi transversale, diferențiate compozițional și cromatic; la partea de jos un registru mai lat îndeplinește funcția de "pod al catrinței". Dantela are funcție decorativă. Motive decorative geometrice: grupaje de vărgi alternează cu șiruri de motive alese: romburi cu creste, V-uri culcate, "zăluțe", romburi cu laturile întrepătrunse. Cromatică: fond negru, motive cu albastru, galben, fir argintiu. Dantelă neagră. | Muzeul Civilizației Dacice și Romane, Deva                                            | Cimec    |
|      | Catrință                                  | Datare: 2/4 sec.XX Descoperit: jud. HUNEDOARA Material: păr de lână, arnici, bumbac mercerizat, ciucuri din păr de lână, dantelă manuală; țesut în 4 ițe, motive alese printre fire finisat la mașina de cusut, aplicat ciucuri rășuciți, cu cheițe croșetate, 2 baiere de fixat pe talie și "ciptă"/colțișori croșetaț                                            | Piesă de formă dreptunghiulară confecționată dntr-o bucată de țesătură finisată pe laturile lungi prin tivire la mașina de cusut și aplicare de "ciptă"/colțișori croșetati. La partea de jos/poale și pe o treime din lungimea lateralelor sunt aplicați cu cheițe decorative, ciucuri răsuciți din păr de lână. Se fixează pe talie cu ajutorul a 2 baiere împletite. Decorul este dispus pe toată suprafața sub formă de registre transversale cu alesături și vărguțe. La partea de jos a catrinței, un registru mai lat, formează "podul catrinței". Motive decorative geometrice: vărguțe/linii întrerupte, X-uri, dreptunghiuri. Cromatică: fond negru, motive policrome cu: violet, galben, portocaliu, verde deschis, albastru, alb, cafeniu, colțișori negrii, ciucuri grupați cromatic-galben, violet, albastru, verde, negru, cafeniu. | Muzeul Civilizației Dacice și Romane, Deva                                            | Cimec    |
|      | Catrință                                  | Datare: 2/4 sec XX Descoperit: jud. HUNEDOARA Material: bumbac(urzit),lână(băteală); țesut în 4 ițe, ales printre fire, tivit manual, aplicat ciucuri, împletit baiere în patru. | Piesă de formă dreptunghiulară confecționată dintr-o bucată de țesătură finisată pe laturile scurte prin tivire, iar la poale sunt aplicați ciucuri înnodați. Se fixează pe talie cu ajutorul a 2 baiere împletite. Decorul este dispus pe toată suprafața în grupaje alternânde de vărgi transversale, diferențiate cromatic; spre talie grupaje de vărgi albe, cu rol de marcă zonală. Motive decorative geometrice: grupaje de vărgi simple și vărgi cu "mărgelușe"/linii întrerupte, zig-zag; ciucurii grupați cromatic au rol decorativ. Cromatică: fond negru, vărgi cu: roșu, alb, galben, verde, albastru. | Muzeul Civilizației Dacice și Romane, Deva                                            | Cimec    |
|      | Măsăriță                                  | Datare: 2/4 sec.XX Descoperit: jud. HUNEDOARA, com. ROMOS Material: bumbac(urzeală și băteală), arnici, saten, dantelă manuală; țesut în 2 ițe cu "urzeală ascunsă", motive alese printre fire, încheiat cu cheițe croșetate, tivit la mașina de cusut cu saten, croșetat și aplicat "ciptă"/colți de dantelă                                                      | Piesă de formă dreptunghiulară confecționată din 2 bucăți de țesătură (urzit și bătut bumbac) unite prin cheițe croșetate. De jur-împrejur piesa este tivită prin aplicarea unei benzi de saten și a "ciptei"/colți de dantelă croșetați. Decorul este dispus pe întreaga suprafață în registre transversale diferențiate ca lățime și compozițional. Motive decorative geometrice: vărgi simple, vărgi cu "zimți", romburi în trepte cu cruci la centru, pătrate, S-uri și V-uri culcate. Cromatică: fond alb, motive cu roșu, negru, alb, galben, albastru; cheițe portocalii, dantelă albă, tivită cu negru; pe fiecare latură este un colț de dantelă roșu. | Muzeul Civilizației Dacice și Romane, Deva                                            | Cimec    |
|      | Catrință de spate                         | Datare: 2/4 sec XX Descoperit: jud. HUNEDOARA, com. TURDAȘ, PRICAZ Material: lână(băteală), bumbac(urzeală), fir metalic, lânică industrială; țesut în 2 ițe, cu "urzeală ascunsă", motive alese printre fire și buclate/"ridicate cu andreaua", tivit, festonat, croșetat și aplicat dantelă                                                                      | Piesă de formă dreptunghiulară confecționată dintr-o bucată de țesătură finisată pe 3 laturi prin tivire și festonare și aplicare de dantelă croșetată manual. Se fixează pe talie cu ajutorul a 2 baiere. Decorul este dispus pe toată suprafața în grupaje alternânde de vărgi transversale, diferențiate compozițional și cromatic; dantela are funcție decorativă. Motive decorative geometrice: grupaje de vărgi simple alternează cu vărgi alese cu romburi și zig-zag (buclat). Dantelă cu "roate". Cromatică: fond negru, vărgi cu galben, violet, fir argintiu și auriu. Dantelă neagră. | Muzeul Civilizației Dacice și Romane, Deva                                            | Cimec    |
|      | Traistă Autor: anonim                     | Datare: 2/4 sec.XX Descoperit: jud. HUNEDOARA, com. ROMOS Material: bumbac(urzeală),lână(băteală); țesut în 4 ițe, motive alese din năvădeală, aplicat ciucuri, împletit baiera. | Piesă de formă aproape pătrată confecționată dintr-o bucată de țesătură pliată la mijloc și încheiată pe 2 laturi cu punct feston colorat. La partea superioară este deschisă pentru a forma "gura traistei" , tivită manual și prevăzută cu o baieră împletită. La partea de jos sunt aplicați 3 ciucuri din lână. Decorul este amplasat pe toată suprafața sub formă de registre transversale diferențiate cromatic: grupaje de vergi simple, iar pe laterale, câte 2 lunii verticale. Motive decorative geometrice: vărgi simple Cromatică: fond alb, vărgi cu negru, albastru, roșu, verde, galben ciucuri policromi(din culorile traistei). | Muzeul civilizației dacice și romane, Secția de Etnografie și Artă Populară, Orăștie  | Cimec    |
|      | Brăciri; Bete Autor: anonim               | Datare: 1/4 sec. XX Descoperit: jud. HUNEDOARA, com. BERIU Material: păr de lână, bumbac; țesut în 4 ițe, motive alese din năvădit, împleti ciucuri | Piesă de formă dreptunghiulară, tivită la un capăt și cu ciucuri împletiți din firele de urzeală, la celălalt capăt. Decorul este diferit pe fiecare față. Decorul dispus pe întreaga suprafață sub formă de 3 benzi longitudinale. Motive decorative geometrice: romburi ținute. Cromatică:fond negru, motive cu alb, albastru, verde, cafeniu. | Muzeul civilizației dacice și romane, Secția de Etnografie și Artă Populară, Orăștie  | Cimec    |
|      | Brăciri; Bete Autor: anonim               | Datare: 1/4 sec.XX Descoperit: jud. HUNEDOARA, com. Nucșoara Material: păr de lână, bumbac; țesut în 4 ițe, motive alese din năvădit. | Piesă de formă dreptunghiulară, tivită la un capăt și cu ciucuri împletiți din firele de urzeală la celălalt capăt. Decorul este diferit pe fiecare față. Decorul dispus pe întreaga suprafață sub formă de benzi transversale, diferențiate cromatic. Motive decorative geometrice: șiruri de romburi ținute- pe o față -, romburi și X-uri, pe cealaltă față Cromatică:fond albastru ultramarin motive cu alb și verde. | Muzeul civilizației dacice și romane, Secția de Etnografie și Artă Populară, Orăștie  | Cimec    |
|      | Brăciri; Bete Autor: anonim               | Datare: 1/4 sec. XX Descoperit: jud. HUNEDOARA Material: păr de lână, bumbac; țesut în 2 ițe cu urzeală ascunsă, motive alese peste fire. | Piesă de formă dreptunghiulară cu franjuri din urzeală la ambele capete. Decorul este identic pe ambele fețe. Decorul dispus pe întreaga suprafață sub formă de benzi longitudinale, diferențiate compozițional. Motive decorative geometrice:vărgi cu "mărgelușe"/linii întrerupte. Cromatică:fond roșu, motive cu alb, verde, albastru, galben. | Muzeul civilizației dacice și romane, Secția de Etnografie și Artă Populară, Orăștie  | Cimec    |
|      | Cămașă Autor: anonim                      | Datare: 1/4 sec. XX Descoperit: jud. HUNEDOARA, com. TURDAȘ Material: "giolgi"/pânză industrială, arnici; croit, încheiat manual cu punct tighel, brodat cu punct în cruce, pe muchia crețurilor și la fir, croșetat dantelă. | Croi: tip carpatic, confecționată din mai multe bucăți de pânză industrială(giolgi) unite între ele prin cusătură tighel pentru a forma mânecile(o foaie), fața și spatele din câte o foaie foarte lată.Toate bucățile sunt încrețite în jurul gâtului și fixate sub un guler betiță, îngust. Mânecile se termină cu "fodori"/ volan, format prin încrețirea materialului și fixarea crețurilor prin cusătură decorativă pe muchia lor; marginile volanului sunt finisate prin tivire și aplicare de dantelă croșetată. Gura cămășii este lateral-dreapta; se închide cu 2 șnururi. Decorul este plasat pe mâneci:"șir peste umăr" din care coboară 5 râuri scurte, pe crețurile mânecii și pe guler Motive decorative vegetale: vrej cu frunze și cârcei (mânecă); geometrice : romburi cu creste(guler). Cromatică: pânză albă, motive cu negru, albastru, mov, maron, dantelă neagră | Muzeul civilizației dacice și romane, Secția de Etnografie și Artă Populară, Orăștie  | Cimec    |
|      | Traistă Autor: anonim                     | Datare: 2/4 sec.XX Material: lână; țesut în 4 ițe, motive alese din năvădeală, aplicat ciucuri | Piesă de formă dreptunghiulară confecționată dintr-o bucată de țesătură pliată la mijloc și încheiată pe 2 laturi cu punct de feston. La partea superioară este deschisă pentru a forma "gura traistei"; este prevăzută cu 2 "călușuri"/găici din lână pentru trecut baiera. La partea de jos sunt aplicați 3 ciucuri din lână. Decorul este amplasat pe toată suprafața sub formă de registre transversale difernțiate compozițional și cromatic: grupaje de vergi alternează cu vărgi cu motive alese. Motive decorative geometrice: vărgi simple, vărgi cu X-uri, S-uri. Cromatică: fond negru, motive cu roșu, alb, albastru, galben, verde, ciucuri negru cu roșu. | Muzeul civilizației dacice și romane, Secția de Etnografie și Artă Populară, Orăștie  | Cimec    |
|      | Cămașă Autor: anonim                      | Datare: 2/4sec.XX Material: bumbac, cânepă, arnici, muline, nasturi de porțelan; țesut în 2 ițe pânza, croit, brodat "ațește"/punct buclat, "șinorește", peste fire, încheiat manual cu cheite și cusătură peste muchie, croșetat dantelă, cusut nasturi | Croi: tip carpatic, confecționată din pânză de bumbac(ciupagul) și de cânepă(poalele). Bucățile sunt unite între ele cu cheițe decorative, pentru a forma mânecile( o foaie și 1/2), fața(2 foi) și spatele cămășii(o foaie).Toate bucățile sunt încrețite în jurul gâtului și fixate sub un guler lat. Poale sunt prinse din talie fiind confectionate din 2 lățimi de pânză cu câte un clin triunghiular și 2 clinișori mici introduși pe lateral/șolduri. Mânecile se termină cu "fodori"/ volan, format prin încrețirea materialului și aplicarea peste crețuri a unei bentițe/"guler la mânecă"; marginile volanului sunt finisate cu colți de dantelă croșetată. La subbraț "lărgitoarea" se obține prin intercalarea unei jumătăți de foaie care pornește din talie, trece pe la subbraț și se întinde dreaptă pe sub mânecă până la tivul acesteia). Gura cămășii se află pe mijlocul feții, închisă cu cheițe și la guler cu un nasture. Decorul este plasat pe mâneci:"tablă" de motive pe întreaga lungime, pe "altiță"/șir de motive distinct care ascund cusătura de îmbinare a foilor, pe "gulerul mânecii" și marginea volanului, pe "foile din piept", flancând gura cămăși, câte un șir de motive tip "tablă", delimitate în casete. Poalele au câte 3 registre verticale de motive, pe cusăturile clinilor laterali și un registru cu motive individuale pe lângă tiv. Poalele sunt finisate cu colțișori de dantelă croșetată. Motive decorative: geometrice: "cociile pe 3 rânduri"/șiruri compacte de romburi ținute umplute cu romburi, "zăluțe"/cifra 3, "S-uri" ,"X-uri", spirale, triunghiuri, zig-zag( mâneci și piept), simbolice : cruci(poale), vegetale(dantela de la poale) Cromatică: pânză albă, motive cu roșu, negru, albastru, alb, violet, portocaliu, verde, bleu, dantelă neagră tivită policrom la fodori și albă pe poale. | Muzeul civilizației dacice și romane, Secția de Etnografie și Artă Populară, Orăștie  | Cimec    |
|      | Cămașă femeiască cu poale Autor: anonim   | Datare: 1/4 sec. XX Material: cânepă, arnici, țesut în 2 ițe(pânza), brodat cu punct în cruce, la fir, contur, pe muchia crețurilor, încheiat manual și la mașina de cusut, finisat cu colțișori croșetați, împletit șnururi. | Croi: tip carpatic, confecționată din mai multe bucăți de pânză de cânepă unite între ele pentru a forma mânecile( o foaie și 1/4), fața(2 foi) și spatele cămășii(o foaie).Toate foile sunt încrețite în jurul gâtului și fixate prin cusătură pe crețuri și o bentiță îngustă/ guler. Poale sunt prinse din talie fiind confectionate din 2 lățimi de pânză cu câte 2 clini triunghiulari pe lateral/șolduri. Mânecile se termină cu un volan format prin încrețirea materialului și cusătură pe muchia crețurilor. La subbraț este introdusă o lărgitoare care coboară până în talie și o pavă triunghiulară. Gura cămășii se află pe mijlocul feții, deschisă până în talie; se închide cu șnururi împletite. Decorul este plasat pe mâneci ( șir peste umăr din care coboară 2 râuri scurte și un râu drept pe toată lungimea mânecii, pe brățara mânecii, pe lângă marginile volanului), pe piept ,flancând gura cămășii(câte un șir de motive individuale) pe guler. Poalele nu au deco . Motive decorative: geometrice: romburi, “X-uri”(guler), vegetale: vrej cu frunza viței de vie și frunze de viță(mâneci și piept). Cromatică: pânză albă, motive cu negru, portocaliu, albastru, violet | Muzeul civilizației dacice și romane, Secția de Etnografie și Artă Populară, Orăștie  | Cimec    |
|      | Traistă Autor: anonim                     | Datare: 2/4 sec. XX Descoperit: jud. HUNEDOARA, com. ROMOS Material: bumbac(urzeală),lână(băteală); țesut în 4 ițe, motive alese din năvădeală, aplicat ciucuri, împletit baiera. | Piesă de formă aproape pătrată confecționată dintr-o bucată de țesătură pliată la mijloc și încheiată pe 2 laturi cu punct feston. La partea superioară este deschisă pentru a forma "gura traistei" , tivită manual și prevăzută cu o baieră împletită. La partea de jos sunt aplicați 3 ciucuri din lână. Decorul este amplasat pe toată suprafața sub formă de registre transversale diferențiate compozițional și cromatic: grupaje de vergi simple alternează cu vărgi cu motive alese. Motive decorative geometrice: vărgi simple, vărgi cu "mărgelușe"/linii întrerupte Cromatică: fond alb, vărgi cu negru, albastru, roșu, 2 ciucuri negrii și 1 roșu. | Muzeul civilizației dacice și romane, Secția de Etnografie și Artă Populară, Orăștie  | Cimec    |
|      | Traistă Autor: anonim                     | Datare: 2/4 sec.XX Descoperit: jud. HUNEDOARA, com. Romos Material: bumbac(urzeală),lână(băteală); țesut în 4 ițe, motive alese din năvădeală, aplicat ciucuri | Piesă de formă pătrată confecționată dintr-o bucată de țesătură pliată la mijloc și încheiată pe 2 laturi cu colțișori croșetați. La partea superioară este deschisă pentru a forma "gura traistei" care este tivită cu aceiași colțișori croșetați. La partea de jos sunt aplicați 3 ciucuri din lână. Decorul este amplasat pe toată suprafața sub formă de registre transversale diferențiate compozițional și cromatic: grupaje de vergi simple alternează cu vărgi cu motive alese. Motive decorative geometrice: vărgi simple, vărgi cu "mărgelușe"/linii întrerupte Cromatică: fond alb, vărgi cu roșu, alb, verde, negru, albastru, colțișori negrii, ciucuri negrii și roșu. | Muzeul civilizației dacice și romane, Secția de Etnografie și Artă Populară, Orăștie  | Cimec    |
|      | Cămașă femeiască fără poale Autor: anonim | Datare: 1/4 sec. XX Material: fuior de cânepă, arnici,nasturi de porțelan; țesut în 2 ițe(pânza), croit, încheiat manual și la masina de cusut, brodat la fir, peste fire, făcut cerculețe, bătut butoniere, cusut nasturi croșetat și aplicat dantelă. | Croi: cămașă dreaptă cu "tăblițe", confecționată din mai multe bucăți de pânză de cânepă unite între ele prin cusătură manuală și la mașină pentru a forma fața(o foaie și 1/2), spatele(o foaie și 1/2 încrețite) și mânecile(o foaie și 1/4). Mânecile sunt încrețite și prinse din umăr, cu pavă pătrată la subbraț, terminate cu "pumnari"/ mansete late, închise cu 2 nasturi. Gura cămășii este pe mijlocul feței, despicată în mijlocul foii de pânză, flancată de câte 2 cerculețe și finisată cu colțișori croșetați; se închide cu 2 nasturi . Gulerul este drept, având aplicată o dantelă croșetată pe deasupra;se închide cu 1 nasture. La interior, pe dos, umerii sunt dublați cu "tăblițe"/bucăți din aceeași pânză. Decorul este plasat pe manșete. Motive decorative geometrice: romburi cu "morișcă"/zvastica, triunghiuri (broderie la fir); Cromatică: pânză albă, motive cu negru și albastru deschis, dantelă albă | Muzeul civilizației dacice și romane, Expoziția de istorie locală și etnografie, Brad | Cimec    |
|      | Cămașă femeiasă fără poale Autor: anonim  | Datare: 2/4 sec. XX Material: fuior de cânepă, arnici, bumbac mercerizat,nasturi de porțelan; țesut în 2 ițe(pânza), croit, încheiat manual și la masina de cusut, brodat peste fire, cu punct contur, feston, făcut cerculețe, bătut butoniere, cusut nasturi. | Croi: cămașă dreaptă cu "tăblițe", confecționată din mai multe bucăți de pânză de cânepă unite între ele prin cusătură manuală și la mașină pentru a forma fața(2 foi), spatele(2 foi încrețite) și mânecile(o foaie și 1/2). Mânecile sunt încrețite și prinse din umăr, cu pavă pătrată la subbraț, terminate cu "pumnari"/ mansete late, închise cu 2 nasturi. Gura cămășii este pe mijlocul feței, flancată de câte 2 cerculețe; se închide cu nasturi ascunși. Gulerul este rotund având marginile cu colțișori festonați; este adăugat ulterior. La interior, pe dos, umerii sunt dublați cu "tăblițe"/bucăți din aceeași pânză.Se poartă cu poale nr. 24.486 B Decorul este dispus în registre/benzi pe: umeri, de-a lungul mânecilor, pe manșete, 3 râuri drepte pe piept și pe guler. Motive decorative geometrice: romburi, romburi cu trepte și contururi diferențiate cromatic, triunghiuri, motive vegetal-florale:ramură cu frunze și flori(broderie artistică). Cromatică: pânză albă, motive cu roșu, galben albastru - este inclus simbolismul cromatic al tricolorului românesc - albastru deschis, cafeniu | Muzeul civilizației dacice și romane, Expoziția de istorie locală și etnografie, Brad | Cimec    |
|      | Poale femeiești Autor: anonim             | Datare: 2/4 sec. XX Material: fuior de cânepă, arnici, bumbac mercerizat; țesut în 2 ițe(pânza), croit, încheiat manual și la mașina de cusut, tivit cu găurele, brodat peste fire, cu punct contur, fixat crețuri decorativ, tip fagure, croșetat și aplicat colți din dantelă                                                                                    | Croi: tip fustă, confecționată din 7 foi de pânză de cânepă unite între ele prin cusătură manuală și la mașinăși încrețite pentru a se fixa pe "pumnățauă"/betelie; se închide cu 2 șnururi. Se poartă cu cămașa/ciupagul nr.24.486 A Decorul este dispus pe poale, într-un registru îngust de motive brodate și sub "pumnăriță/betelie. Motive decorative geometrice: romburi, X-uri(brodate) încrețitură tip fagure. Cromatică: pânză albă, motive cu roșu vișiniu, galben albastru, cafeniu; dantelă albă cu bordură cafenie. | Muzeul civilizației dacice și romane, Expoziția de istorie locală și etnografie, Brad | Cimec    |
|      | Cămașă bărbătească Autor: anonim          | Datare: 1/4 sec.XX Material: fuior de cânepă, bumbac, muline, nasturi de porțelan; țesut pânza în 2 ițe, croit, încheiat cu cheiță cu noduri și la mașina de cusut, brodat peste fire, ajur, pe fire tăiate și legate cu punct feston, făcut cerculețe, bătut butoniere, cusut nasturi.                                                                            | Croi: cămașă dreaptă cu "tăblițe" confecționată din mai multe bucăți de pânză de cânepă unite între ele prin cusătură la mașină și cheițe decorative cu noduri, pe umeri. Fața cămășii este din 2 foi, spatele din 2 foi și mânecile dintr-o foaie și 1/2. Mânecile sunt încrețite decorativ și prinse din umăr sub "tăblițe"/bucăți de pânză, cu pavă pătrată la subbraț; terminate cu "pumnari"/ manșete late ce se închid cu câte 2 nasturi. Gura cămășii este pe mijlocul feței, flancată de câte 5 cerculețe și un rând de broderie; la partea de jos este întărită cu o puntiță din pânză. Gulerul este răsfrânt, cu colțuri rotunjite și festonate cu colțișori; se închide cu 3 nasturi. Pe poale cămașa este brodată și finisată cu colți. Decorul este dispus în registre/benzi late pe: umeri/"tăblițe", pe manșete(broderie peste fire), pe guler și pe poale(broderie ajurată). Motive decorative geometrice: romburi și triunghiuri cu creste, S-uri culcate, zig-zag(broderie peste fire), cercuri; motive vegetal-florale stilizate:rămurele cu frunze și flori - lalele( ajurate) Cromatică: pânză albă, motive cu negru, cafeniu, galben, alb, nasturi albaștrii. | Muzeul civilizației dacice și romane, Expoziția de istorie locală și etnografie, Brad | Cimec    |
|      | Cămașă femeiască fără poale Autor: anonim | Datare: 2/4 sec. XX Material: bumbac, muline, nasturi de porțelan; țesut în 2 țe pânza, croit, încheiat manual și la mașina de cusut, brodat peste fire și cu punct feston,fixat crețuri decorativ, tip fagure, făcut cerculețe, cusut nasturi | Croi: cămașă dreaptă confecționată din mai multe bucăți de pânză de bumbac unite între ele prin cusătură manuală și la mașină pentru a forma fața(2 foi), spatele(2 foi) și mânecile(o foaie și 1/4). Mânecile sunt încrețite tip fagure și prinse din umăr sub "tăblițe", cu pavă pătrată la subbraț, terminate cu "pumnari"/ mansete late,închise cu 2 nasturi. Cămașa se închide la spate, iar pe piept este sugerată decorativ gura cămășii printr-un plastron decorativ alcătuit dintr-un registru brodat, flancat de cerculețe. Gulerul este amplu, cu colțuri rotunjite și festonate .Se poartă cu poalele nr. 4884 B Decorul este dispus în registre/benzi late pe: umeri/"tăblițe", un râu drept de-a lungul mânecilor, pe manșete, pe piept, un râu drept flancat de cerculețe și pe guler. Motive decorative vegetale: vrej cu frunze și flori; motive geometrice: colțișori, cercuri. Cromatică: pânză albă, motive cu albastru turcoise, cafeniu, mov. | Muzeul civilizației dacice și romane, Expoziția de istorie locală și etnografie, Brad | Cimec    |
|      | Poale femeiești Autor: anonim             | Datare: 2/4 sec XX Material: fuior de cânepă, muline; țesut în 2 țe pânza, croit, încheiat la mașina de cusut, brodat peste fire, cu punct contur, în cruce și feston, fixat crețuri decorativ, tip fagure, făcut cerculețe,decupat colțișori. | Croi: tip fustă, confecționată din 7 foi de pânză de cânepă unite între ele prin cusătură la mașina de cusut și încrețite decorativ, pe mai multe ațe, pentru a le fixa pe "pumnățauă"/betelie; se închide cu 2 șnururi. Se poartă cu cămașa/ciupagul nr.4484. Decorul este dispus pe poale: un registru mărginit de colțișori decupați și brodați și pe marginile beteliei 2 șiruri de motive; spre tiv, la mică distanță de registrul brodat, sunt realizate 3 cerculețe. Motive decorative geometrice: romburi cu creste și în trepte, triunghiuri, puncte, V-uri, W-uri, S-uri culcate. Cromatică: pânză albă, motive cu negru, albastru turcoise, portocaliu, roșu, mov | Muzeul civilizației dacice și romane, Expoziția de istorie locală și etnografie, Brad | Cimec    |